# Sudáfrica
Sudáfrica o, en uso minoritario, Suráfrica, y oficialmente la República de Sudáfrica, es un país soberano, situado en África austral y cuya forma de gobierno es la república parlamentaria. Su territorio está organizado en nueve provincias. Su capitalidad tiene un estatus especial, pues la componen tres ciudades: Pretoria, sede del poder ejecutivo; Bloemfontein, sede del poder judicial; y Ciudad del Cabo, sede del poder legislativo. Asimismo, la ciudad más poblada del país es Johannesburgo, siendo esta, además, una de las 40 áreas metropolitanas más grandes del mundo.
Posee 2798 kilómetros de costa en los océanos Atlántico e Índico. Limita al norte con Namibia, Botsuana y Zimbabue, al este con Mozambique y Esuatini, mientras que Lesoto es un país rodeado por el territorio sudafricano.
Sudáfrica es conocido por su diversidad de culturas, idiomas y creencias religiosas, por lo que se la conoce como la nación del arcoíris. Doce idiomas son reconocidos como oficiales por la Constitución de Sudáfrica. Dos de los doce idiomas son de origen europeo: el afrikáans, idioma que proviene directamente del neerlandés y es hablado por la mayoría de la población blanca y mestiza, y el inglés. Aunque el inglés tiene un importante rol en la vida pública y comercial es, sin embargo, el quinto idioma por hablantes nativos.
Sudáfrica es un país étnicamente diverso. El 79.5 % de la población sudafricana es negra, la cual está dividida en diferentes grupos étnicos que hablan diferentes lenguas bantúes, nueve de las cuales son oficiales. Además cuenta con las mayores comunidades de habitantes de procedencia europea e india, así como de comunidades multirraciales del continente.
Sudáfrica es uno de los miembros fundadores de la Unión Africana, y tiene la mayor economía del continente entre todos los miembros. Es también miembro fundador de la ONU y del NEPAD. El país es miembro de la Mancomunidad de Naciones, el Tratado Antártico, el G77, la ZPCAS, la SACU, la OMC, el FMI, el G20, el G8+5, los CIVETS, los BRICS, entre otros.
Sudáfrica es también un país en el que existen grandes desigualdades entre los distintos grupos sociales; mientras existen grandes fortunas y las capitales están entre los principales centros de negocio de África, aproximadamente una cuarta parte de la población sudafricana se encuentra desempleada y vive con menos de 1.25 dólares estadounidenses al día. El 1 % más rico de la población posee el 70.9 % de la riqueza total del país, mientras que el 60 % con menos recursos concentra solo el 7 %.
Posee una rica fauna y flora por lo que se encuentra dentro de la lista de países megadiversos.

## Historia

### Prehistoria y período precolonial
Sudáfrica cuenta con algunos de los yacimientos paleoantropológicos más antiguos de África, hace millones de años, estuvo habitada por grupos de Australopithecus africanus que sobrevivían recolectando raíces, frutos secos, vegetales, moluscos, cazando y pescando. Les sucedieron varias especies de Homo, incluyendo Homo habilis, Homo ergaster y el hombre moderno (Homo sapiens). Los bosquimanos desde hace 100 000 años y posteriormente los hotentotes actuales, fueron los primeros grupos humanos afincados. Durante la edad de hierro y hasta la actualidad, grupos humanos de etnia negra se extendieron por el territorio.

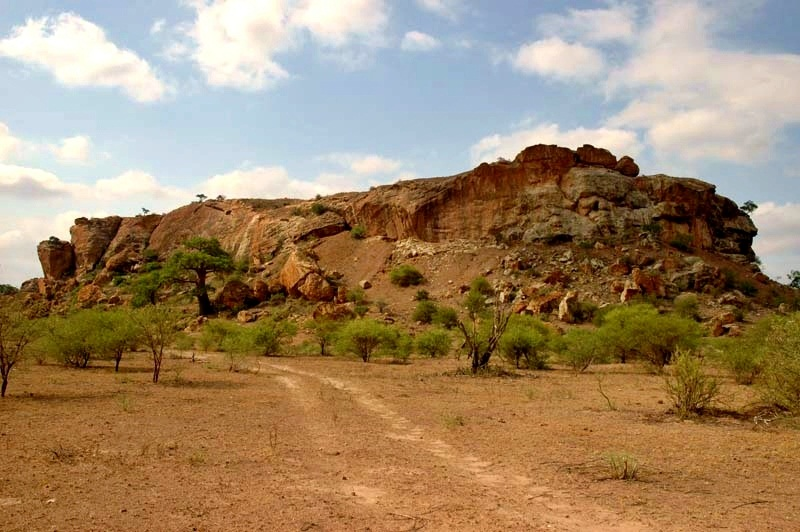
Colina de Mapungubwe, ubicación de la capital del antiguo reino de Mapungubwe (1075-1220).

Agricultores y ganaderos bantúes se establecieron en el s. IV y V al sur del río Limpopo. Más tarde se trasladaron más al sur, a la actual provincia de KwaZulu-Natal, donde se encuentra la fundición más antigua, que data del 1050. En el periodo histórico, el grupo étnico de los xhosa se estableció incluso más al sur, alcanzando el río Fish en lo que actualmente es la provincia Oriental del Cabo. Estas poblaciones más avanzadas desplazaron a los pobladores nativos cazadores-recolectores.
En el momento de la llegada de los europeos, la población indígena era el resultado de una inmigración procedente de otras partes de África, entre las que destacaban los pueblos xhosa y zulú. Si bien desde finales del siglo XV los europeos habían navegado cerca de las costas sudafricanas, solo en 1652, la Compañía Neerlandesa de las Indias Orientales estableció un pequeño asentamiento que se convertiría en Ciudad del Cabo. La ciudad se convirtió en colonia británica en 1806, lo que provocó que los bóeres (colonos originarios de Países Bajos, Flandes, Francia y Alemania) y los colonos británicos se adentraran hacia el norte y el este del territorio, lo que desencadenó en una serie de conflictos entre los afrikáner, los xhosa y los zulúes por la posesión del terreno.
El descubrimiento de yacimientos de diamantes y minas de oro ocasionó el conflicto conocido con el nombre de segunda guerra bóer, que enfrentó a británicos y bóeres por el control de los recursos minerales del país. Aunque los bóeres resultaron perdedores de la guerra, el Reino Unido concedió en 1910 una independencia limitada a Sudáfrica como colonia británica. En el interior del país, la élite blanca antibritánica llevó a cabo una serie de políticas con la intención de lograr la independencia total. La segregación racial fue tomando fuerza e impregnando la legislación sudafricana, instituyéndose el régimen que se conocería posteriormente con el nombre de apartheid, que estableció tres clases de estratificación racial.
El país alcanzó finalmente la independencia en 1961, cuando fue declarada la República de Sudáfrica. El gobierno continuó legislando según el régimen del apartheid, a pesar de la oposición tanto exterior como interior. En 1990, el gobierno sudafricano comenzó una serie de negociaciones que terminaron con las leyes discriminatorias y con la convocatoria de las primeras elecciones democráticas en 1994. Tras las elecciones el país volvió a unirse a la Mancomunidad de Naciones.

### Colonización europea

#### Primeras expediciones europeas
La historia escrita de Sudáfrica comienza con la llegada de los portugueses. En 1487 Bartolomé Díaz fue el primer europeo en alcanzar el punto más austral de África, y lo denominó Cabo das Tormentas (Cabo de las Tormentas) debido al mal tiempo que experimentó en la región. Sin embargo, cuando volvió a Lisboa cargado de noticias sobre el descubrimiento, el monarca Juan II de Portugal quiso cambiarle el nombre por el de Cabo da Boa Esperança (Cabo de Buena Esperanza) y prometió establecer desde ese punto una ruta marítima para que los portugueses pudieran ir a buscar las riquezas de la India. Más tarde el gran poeta portugués Luís de Camões inmortalizó el viaje de Bartolomé Díaz en el poema épico Os Lusíadas, concretamente con el personaje mitológico Adamastor, el cual simboliza las fuerzas de la naturaleza que los navegantes portugueses tuvieron que superar durante la circunnavegación de los cabos.
Los primeros relatos escritos de la historia de Sudáfrica se obtuvieron de los primeros navegantes y los náufragos supervivientes. Durante los dos siglos posteriores a 1488 los marineros portugueses realizaron algunos pequeños acuerdos de pesca en dicha costa, pero no se conserva ningún documento escrito sobre estos.

#### Colonización neerlandesa (siglosXVIIyXVIII)

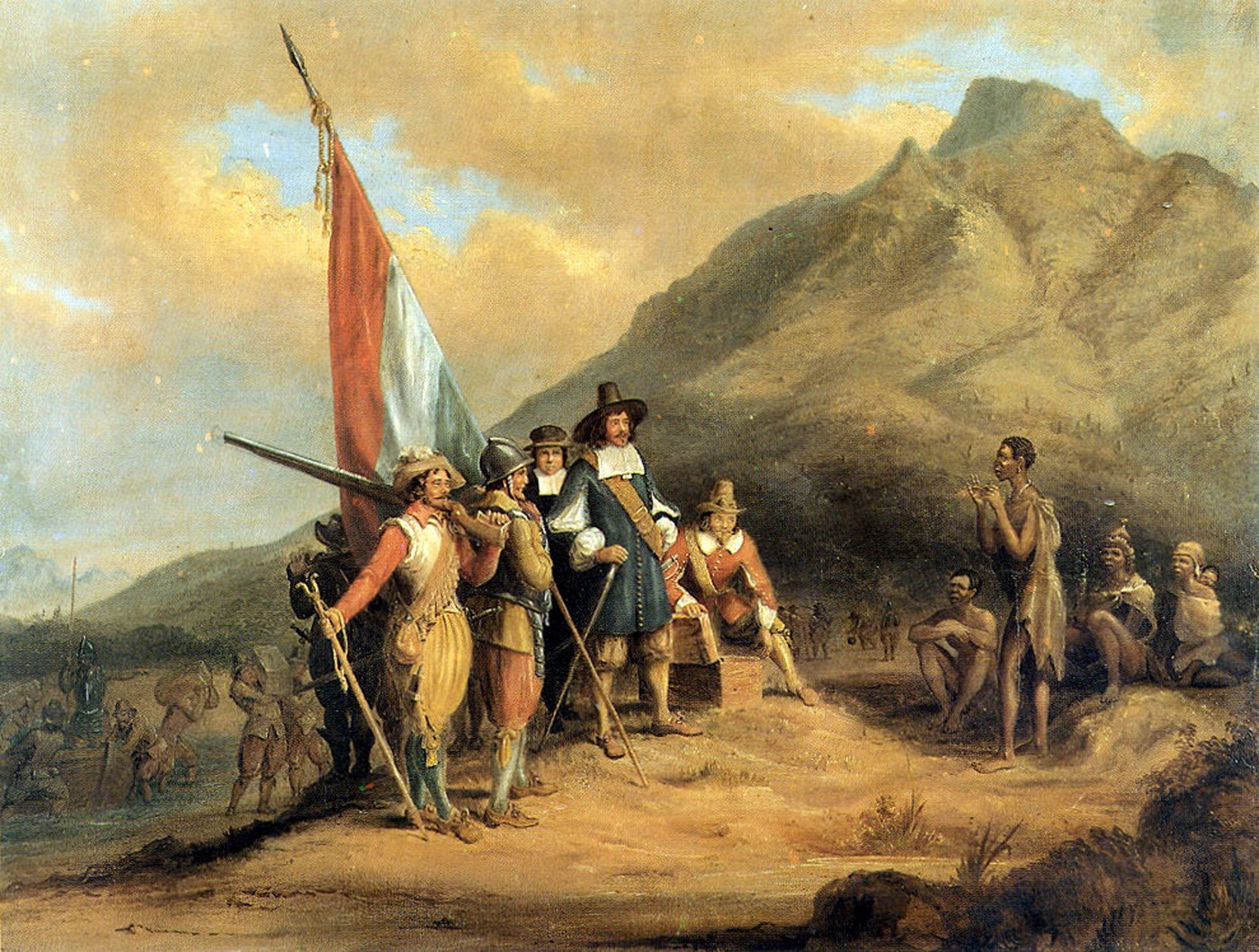
Desembarco de Jan van Riebeeck en 1652, el primer europeo en establecerse en el territorio de la actual Sudáfrica.

El 6 de abril de 1652, el neerlandés Jan van Riebeeck estableció un puesto de avituallamiento en el cabo de Buena Esperanza para la Compañía Neerlandesa de las Indias Orientales en el continente africano. Esto sirvió para abastecer a los barcos de alimentos, agua y atención para los marineros enfermos.
Durante los siglos XVII y XVIII, la pequeña colonia se fue extendiendo lentamente, ante todo bajo la soberanía neerlandesa. Los colonos se toparon finalmente con los pueblos Xhosa en expansión en la región del río Fish. Es entonces cuando se desencadenaron una serie de guerras llamadas las guerras de Fronteras del Cabo, originadas por conflictos por la tierra y los víveres. Para aliviar la escasez de trabajadores en el Cabo, se trajeron esclavos de Indonesia, Madagascar e India. Los descendientes de estos esclavos, que a menudo se casaron con colonos neerlandeses, fueron luego clasificados junto con los descendientes de los san como mestizos del Cabo y malayos del Cabo, constituyendo casi la mitad de la población de la provincia del Cabo Occidental.[cita requerida]
Gradualmente, los neerlandeses se impusieron a los khoikhoi incorporando a los nativos como mano de obra agrícola o miembros de las milicias. La estructura política de los khoikhoi no era suficientemente fuerte como para resistir. El esclavo no tenía derecho legal alguno y, a diferencia de los esclavos de América, muy pocas posibilidades de alcanzar la libertad mediante su conversión al cristianismo. La Compañía tenía tal necesidad de mano de obra que en la primera década de asentamiento trajo esclavos de su imperio oriental y de regiones a ambos lados de África.
En el Cabo, la liberación obligatoria de los conversos al cristianismo sirvió de impedimento a la conversión al cristianismo y volvió más atractiva la conversión al islamismo por razones no solo religiosas, sino también políticas. Los esclavos de la Compañía o los residentes en los pueblos tenían cierta posibilidad de practicar oficios. Los esclavos de los granjeros estaban bajo un control más estricto. Las esclavas no tenían la opción del matrimonio, pero sí era frecuente el concubinato con hombres blancos.
El Cabo se convirtió en una sociedad dividida en grupos claramente definidos y desiguales ante la ley, y los negros libres nunca fueron lo suficientemente numerosos u organizados como para romper las barreras. Los empleados de la Compañía y los granjeros blancos establecieron un predominio defendido por la ley y reforzado por la libre inmigración. Los blancos mantendrían su predominio por más de tres siglos y medio, pese a varios intentos de emancipación.

#### Colonización británica (siglosXIXyXX)
Gran Bretaña ocupó el área del cabo de Buena Esperanza en 1795 durante la guerra de la Primera Coalición. Los neerlandeses declararon la bancarrota de la Compañía Neerlandesa de las Indias Orientales en 1798. Por el Tratado de Amiens (1802) la colonia fue devuelta a la República Bátava y los británicos se anexionaron la Colonia del Cabo en enero de 1806, conquista legalizada por el Congreso de Viena. Los británicos continuaron con sus guerras contra los amaxhosa, empujando la frontera oriental al este, siguiendo una línea de fuertes establecidos a lo largo del río Fish y consolidándola promoviendo nuevos asentamientos británicos. Debido a la presión de las sociedades abolicionistas de Gran Bretaña, el parlamento británico paró primero su comercio de esclavos en 1806, para posteriormente abolir definitivamente la esclavitud en todas sus colonias en 1833.

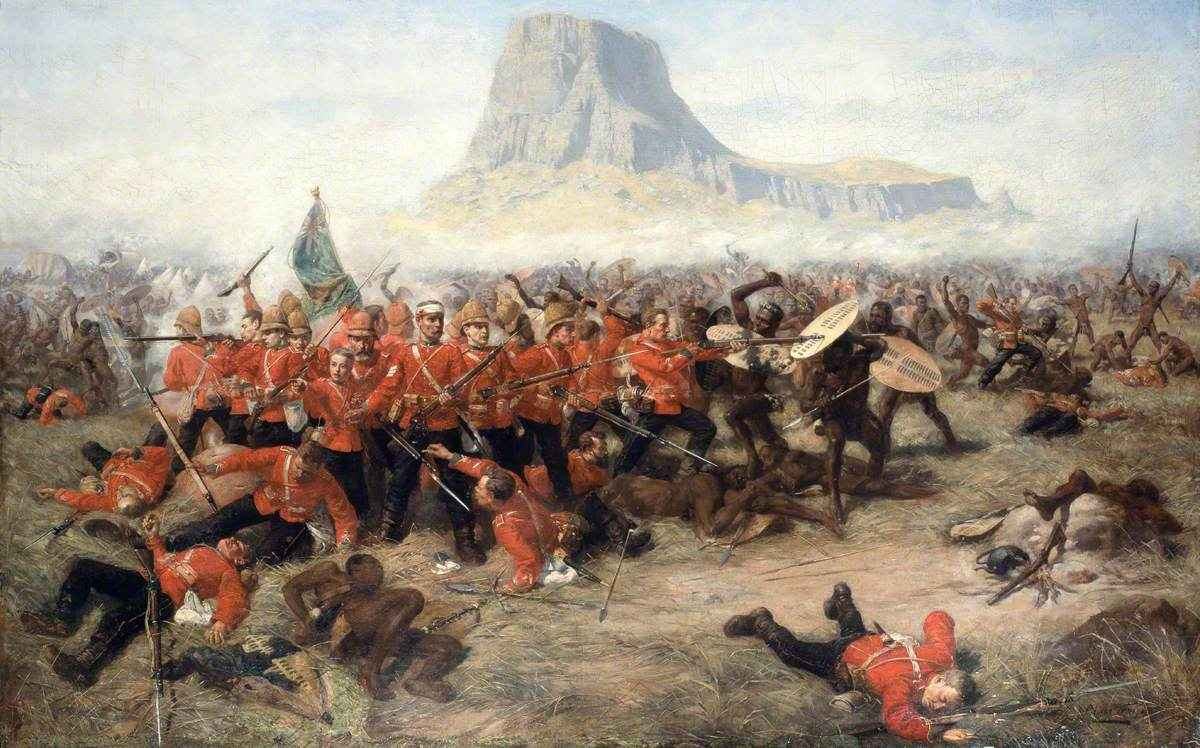
Derrota británica ante el Reino Zulú en la batalla de Isandhlwana (1879), primer enfrentamiento de la guerra anglo-zulú. Óleo de Charles Edwin Fripp de 1885.

Los descubrimientos de diamantes en 1867 y de oro en 1886 animaron el crecimiento de la economía y la inmigración, lo que intensificó la subyugación de los nativos. Los bóeres resistieron con éxito el asedio de los británicos en la primera guerra bóer (1880-1881), basada en tácticas que aprovechaban mejor las condiciones locales. Por ejemplo, los británicos llevaban brillantes uniformes rojos, haciéndoles objetivos más fáciles para los tiradores bóeres.[cita requerida] Durante la segunda guerra bóer (1899-1902) los británicos regresaron con tropas más numerosas. El intento de los bóeres para aliarse con los alemanes de África del Sudoeste fue otra razón para controlar a las repúblicas bóeres. Los bóeres se resistieron con fiereza, pero los británicos acabaron derrotando a las fuerzas bóeres gracias a su superioridad numérica y al abastecimiento externo de equipamiento, además de la controvertida táctica de tierra quemada. El tratado de Vereeniging declaraba la soberanía británica sobre la totalidad de las repúblicas sudafricanas, y el gobierno británico acordó asumir la deuda de 3 millones de libras de los gobiernos afrikáneres.[cita requerida] Una de las principales disposiciones del tratado era que a los negros no se les permitiría votar salvo en la Colonia del Cabo.[cita requerida]
Después de cuatro años, se creó la Unión Sudafricana a partir de la Colonia del Cabo, la Colonia de Natal y las repúblicas del Estado Libre de Orange y el Transvaal (estas dos últimas anexionadas después de la Guerra de los bóeres en la Colonia del Río Orange y el Transvaal), el 31 de mayo de 1910, justo diez años después del fin de la segunda guerra bóer. En 1934, el partido sudafricano y los partidos nacionales se fusionaron para formar el partido unificado, que buscaba la reconciliación entre los afrikáneres y los blancos angloparlantes, pero se escindió en 1939 a raíz de la decisión sobre la entrada del país en la Segunda Guerra Mundial como aliado del Reino Unido.

### Apartheid(1948-1992)

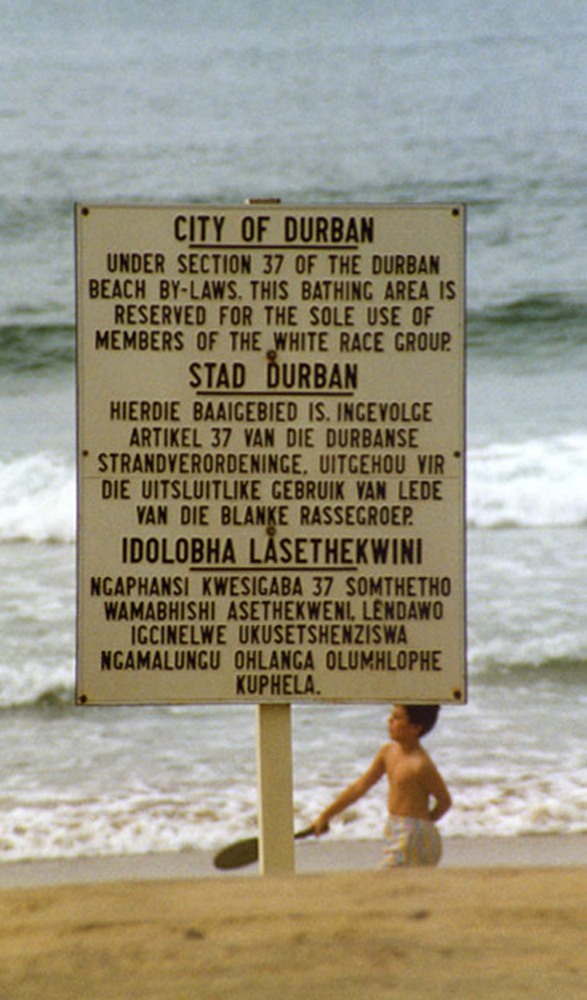
Letrero en una playa de Durban (1989). El texto dice: «Según la sección 37 del código de leyes de Durban, esta playa es para uso exclusivo de gente de raza blanca.»

El ala más conservadora del Partido Nacional simpatizaba con la Alemania nazi durante la guerra, y buscó una segregación racial o apartheid mayor después de la guerra. En 1948, el Partido Nacional llegó al poder. Abogando por un sistema segregacionista y racista, este inició el apartheid, palabra que en afrikáans significa ‘separación’. Se creó un vasto sistema jurídico y social para separar a las etnias blanca y negra, con ventaja para la primera, a la que se le otorgaban privilegios políticos, económicos y sociales:
- Derecho de voto, reservado únicamente para los blancos,
- Solo los blancos podían viajar libremente por el país,
- Era legal que un blanco ganara más que un negro por el mismo trabajo,
- Los negros debían vivir en zonas alejadas de los blancos,
- Los negros debían estudiar en escuelas separadas de los blancos, y su educación debía ser limitada, etc.

En 1960, después de la masacre de Sharpeville, Verwoerd llevó a cabo un referéndum pidiendo a la población blanca que se pronunciara a favor o en contra de la unión con el Reino Unido. El 52 % votó en contra. Sudáfrica se independizó del Reino Unido, pero siguió siendo miembro de la Commonwealth. Su permanencia en esta organización se hizo cada vez más difícil, pues los estados africanos y asiáticos, indignados por el apartheid, intensificaron su presión para expulsar a Sudáfrica, que finalmente se retiró de la Commonwealth el 31 de mayo de 1961, fecha en que se declaró la República de Sudáfrica.
Con el paso de los años, el apartheid provocó repudio, rechazo e indignación en el mundo entero. Numerosos países rompieron relaciones diplomáticas y comerciales con Sudáfrica, generando un creciente aislamiento del gobierno sudafricano. El país fue excluido de los Juegos Olímpicos, de las Copa Mundial de Fútbol, de Miss Universo, de Miss Mundo, de la Copa Mundial de Rugby y otras competiciones deportivas. Dentro de Sudáfrica, los movimientos anti-apartheid, especialmente el Congreso Nacional Africano o CNA, iniciaron campañas de resistencia, huelgas, marchas, protestas y sabotajes que fueron reprimidos con dureza por las fuerzas del gobierno.
En 1989 renunció el impopular presidente Pieter Botha tras sufrir un derrame cerebral leve, siendo sucedido por el más moderado Frederik De Klerk, quien inició el desmantelamiento del apartheid. Se levantó la proscripción que pesaba sobre el Congreso Nacional Africano y otras organizaciones políticas de izquierda, y se liberó a Nelson Mandela tras 27 años de prisión. La legislación del apartheid fue gradualmente retirada. En un referéndum de 1993, los blancos aceptaron otorgarle el derecho al voto a la mayoría negra, y al año siguiente, en 1994, se realizaron las primeras elecciones democráticas del país. Nelson Mandela fue elegido presidente por mayoría absoluta en representación del CNA, partido que se ha mantenido en el poder desde entonces. El aislamiento internacional que pesaba sobre el país llegó a su fin; fue readmitido en la Mancomunidad de Naciones (Commonwealth) en ese mismo año de 1994.
Mandela se convirtió en un símbolo de la lucha contra el apartheid dentro y fuera del país y una figura legendaria que representaba la falta de libertad de todos los habitantes negros de Sudáfrica.

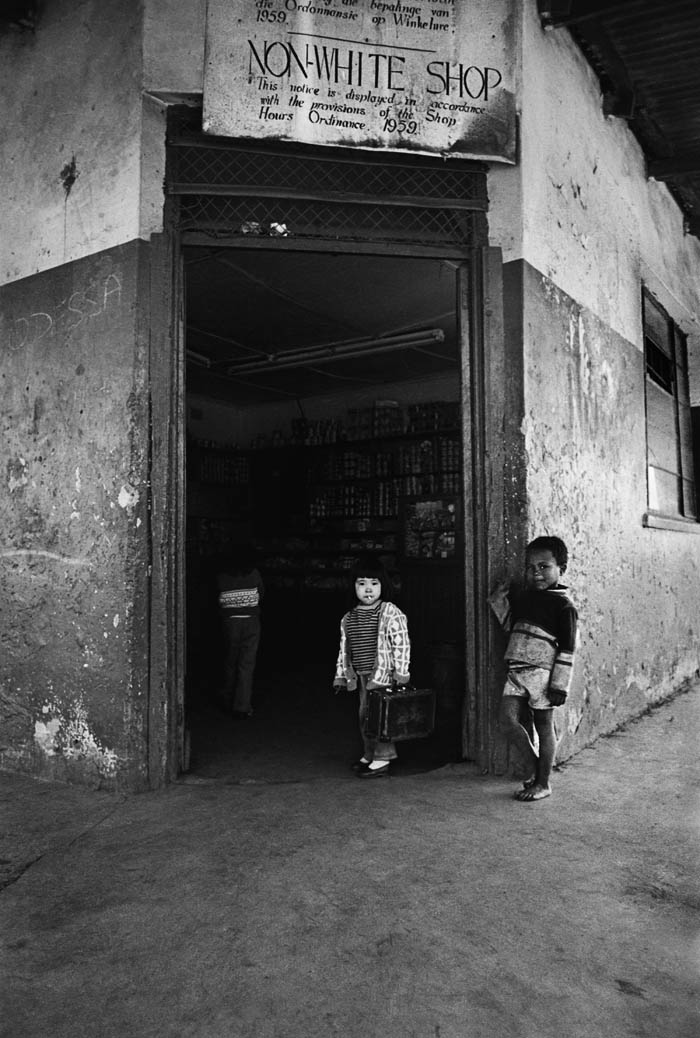
Una tienda para «los no blancos» en la localidad sudafricana de Kliptown, en 1979.

### Instauración del nuevo régimen (desde 1992)

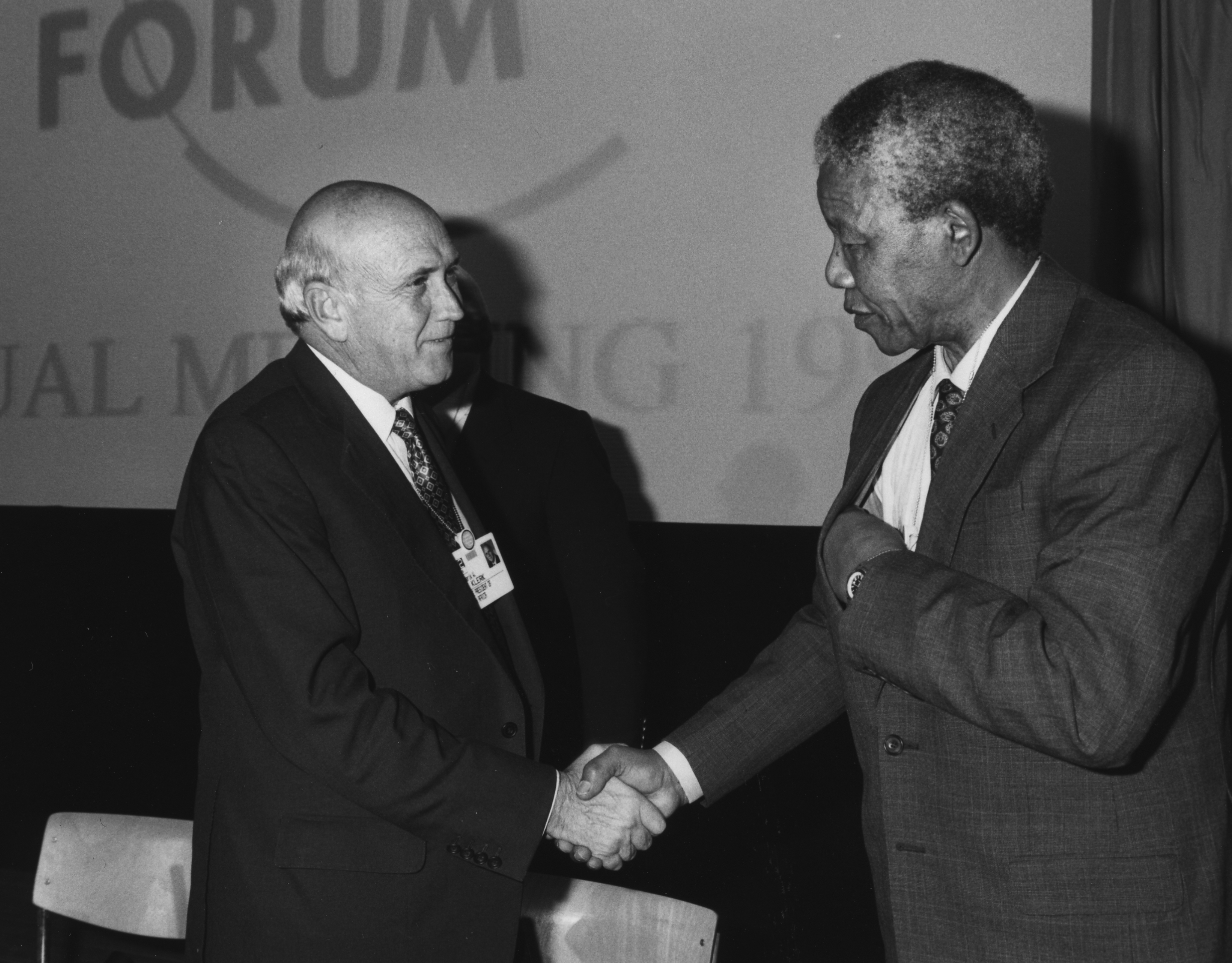
Frederik de Klerk y Nelson Mandela se estrechan la mano en 1992. La colaboración de ambos permitió la creación de la primera democracia multirracial en Sudáfrica, gracias a lo cual recibieron el Premio Nobel de la Paz en 1993.

La transición democrática se vio facilitada por un proceso único de la reconciliación y Ubuntu: la Comisión para la verdad y la reconciliación (Sudáfrica), presidida por el premio Nobel de la Paz (1984), el arzobispo anglicano de Ciudad del Cabo, Desmond Tutu, fue creado en 1995 y cerró su informe en 1998. La Comisión examinó los delitos graves contra los Derechos Humanos cometidos por todas las partes bajo el apartheid, y podría conceder la amnistía a los criminales («perpetradores»).
A pesar del fin del apartheid, millones de sudafricanos negros continúan actualmente viviendo en la pobreza, en parte a causa de los problemas heredados del régimen del apartheid y debido también a que los gobiernos post-apartheid han tenido las manos atadas en los temas económicos, los cuales durante la transición fueron gestionados casi exclusivamente por los miembros del gobierno saliente. De esta forma los blancos pierden el control político pero se aseguran mantener sus privilegios económicos. Sin embargo, la política de vivienda llevada a cabo por el CNA ha producido alguna mejora en las condiciones de vida en muchas regiones, si bien la desigualdad entre las distintas clases sociales es todavía muy grande, comparada con los estándares de otros países.
Aunque la economía está más diversificada, la exportación de oro y diamantes sigue siendo la fuente de ingresos más importante del país. Actualmente el gobierno de Sudáfrica está también empeñado en realizar una vasta reforma agraria para aliviar la tensión social y las desigualdades raciales. Esta reforma consiste en la devolución de tierras por parte de los blancos a los negros, a los cuales se las arrebataron en la época colonial (cerca de un 80 % de las tierras cultivables aún están en manos de los blancos[cita requerida]). La reforma avanza con lentitud: menos del 10 % de las tierras han sido devueltas[cita requerida], por lo que el Gobierno del país ha decidido obligar a los blancos a vender las tierras por un precio razonable o expropiarlas en un corto período. Pero existe en algunos sectores de la sociedad, también, un gran temor a que la impaciencia de la población negra por tener tierras lleve a una reforma desordenada y caótica, lo que podría repetir la desastrosa reforma agraria realizada en la vecina Zimbabue, que arruinó la agricultura y causó una terrible hambruna en ese país.
El futuro de Sudáfrica parece incierto. La alarmante ola de criminalidad (50 000 homicidios por año, proporcionalmente, 8 veces más que en los EE. UU.) y la nueva legislación creada por el CNA, que prohíbe a los blancos ocupar numerosos puestos de trabajo, ahora reservados a los negros, están empujando a miles de blancos a abandonar el país. Hoy en día sigue siendo uno de los países con las tasas de desigualdad más altas del mundo. Desde el fin del apartheid en 1994 hasta la actualidad ya han emigrado casi un millón de blancos. Los altos índices de delincuencia y la creciente sensación de que el CNA no ha sabido gobernar bien el estado, no hacen más que agravar la incertidumbre.
Jacob Zuma, actual líder del CNA, un político que fue acusado de corrupción y violación, los cuales fueron retirados, fue presidente de Sudáfrica desde el 9 de mayo de 2009, cuando fue elegido por la Asamblea Nacional después de que su partido obtuviese el 70 % de los votos en las elecciones hasta febrero de 2018, cuando Zuma debió dimitir en medio de diversos escándalos de corrupción.
El 16 de agosto del 2012 se produjo la masacre de Marikana, que consistió la protesta de mejores condiciones de trabajo por parte de los trabajadores de la empresa Lonmin Platinum, y a causa de esto, los mineros fueron asesinados por un grupo de policías armados con fusiles automáticos y ametralladoras. Perecieron en el incidente 34 trabajadores mineros, siendo la peor masacre desde el fin del apartheid.
El 5 de diciembre de 2013 se dio el fallecimiento de Nelson Mandela. Al año siguiente se cumplieron 20 años del fin del apartheid, que con alrededor de 20 millones de sudafricanos (un 40 % de la población) nacidos libres, forman la primera generación en crecer sin recuerdos del apartheid.

## Gobierno y política
El gobierno de Sudáfrica actúa bajo un sistema parlamentario modificado inspirado en el británico de Westminster, aunque notablemente distinto al de otros sistemas de países de la Commonwealth.
El Consejo Nacional de las Provincias (NCoP), que reemplazó al Senado en 1997, está formado por 90 miembros que representan a cada una de las nueve provincias de Sudáfrica, al mismo tiempo que también tienen representación las grandes ciudades. Cada provincia de Sudáfrica tiene una Legislatura Provincial Unicameral, y un Consejo Ejecutivo encabezado por un Premier.

### Seguridad y política
Tras el fin del apartheid el país fue readmitido en la Mancomunidad de Naciones, las relaciones exteriores de Sudáfrica se han enfocado en la Comunidad de Desarrollo de África Austral (SADC) y en la Unión Africana. Sudáfrica ha desempeñado un papel fundamental como mediador en conflictos internos africanos durante la última década, en Burundi, la República Democrática del Congo, Comoras y Zimbabue.
La Unión Sudafricana, precursora de la actual República, fue uno de los miembros fundadores de la Organización de las Naciones Unidas. El entonces primer ministro Jan Smuts escribió el preámbulo de la Carta de las Naciones Unidas. Sudáfrica fue un miembro no permanente del Consejo de Seguridad de las Naciones Unidas entre 2007 y 2008, generando controversia su actuación al votar en contra de la resolución que criticaba al gobierno birmano en 2006 y contra la aprobación de sanciones contra Zimbabue en 2008. Sudáfrica es miembro del Grupo de los 77, siendo el país presidente en 2006. Así mismo, Sudáfrica es miembro de la Zona de Paz y Cooperación del Atlántico Sur, la Unión Aduanera de África Austral, la Organización Mundial del Comercio, el Fondo Monetario Internacional, el G20 y el G8+5.

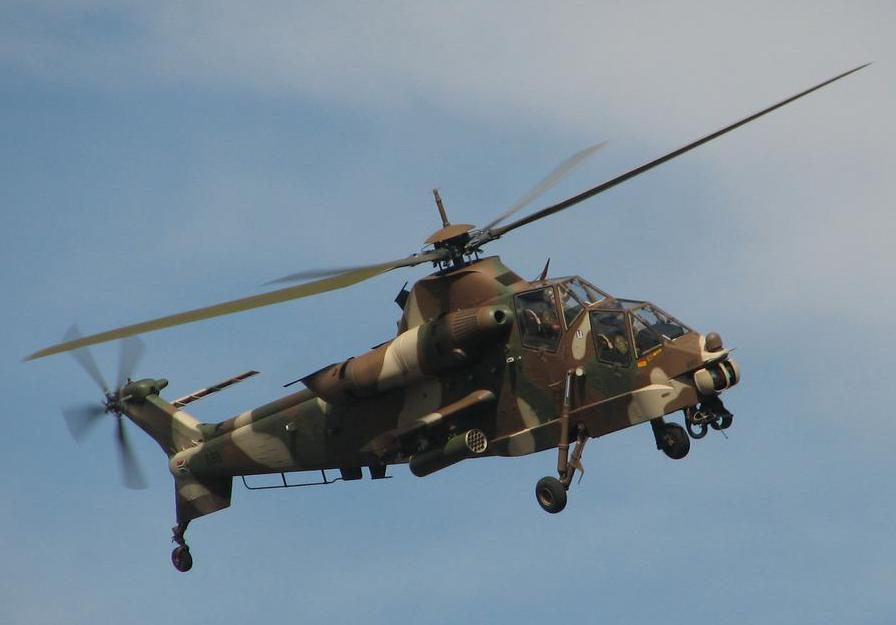
Helicóptero de ataque sudafricano Denel AH-2 Rooivalk.

La Fuerza Nacional de Defensa Sudafricana fue creada en 1994, como una fuerza de voluntarios compuesta por antiguos miembros de las Fuerzas de Defensa de Sudáfrica, las fuerzas de grupos nacionalistas (Umkhonto we Sizwe y el Ejército de Liberación del Pueblo Azanian), y las fuerzas de defensa de los antiguos bantustanes. Las SANDF (por su siglas en inglés) se dividen en cuatro áreas: el Ejército Sudafricano, la Fuerza Aérea Sudafricana, la Marina Sudafricana, y el Servicio de Salud Militar Sudafricano.
En años recientes, la SANDF ha realizado mayoritariamente operaciones de mantenimiento de paz en África, involucrándose en Lesoto, la República Democrática del Congo y Burundi, entre otros. Además, ha tomado parte en operaciones multinacionales de las fuerzas de paz de la ONU.
Por otra parte, la Sudáfrica del apartheid contó con un programa de desarrollo de armas nucleares en la década de 1970 y pudo llevar a cabo unas pruebas nucleares en el océano Atlántico en 1979 (ver Incidente Vela). Sudáfrica es el único país africano que ha logrado desarrollar con éxito armas nucleares. Igualmente, fue el primer país con capacidad nuclear que renunció a su programa de forma voluntaria y desmanteló sus instalaciones nucleares, tras firmar el Tratado de No Proliferación Nuclear en 1991.

### Leyes

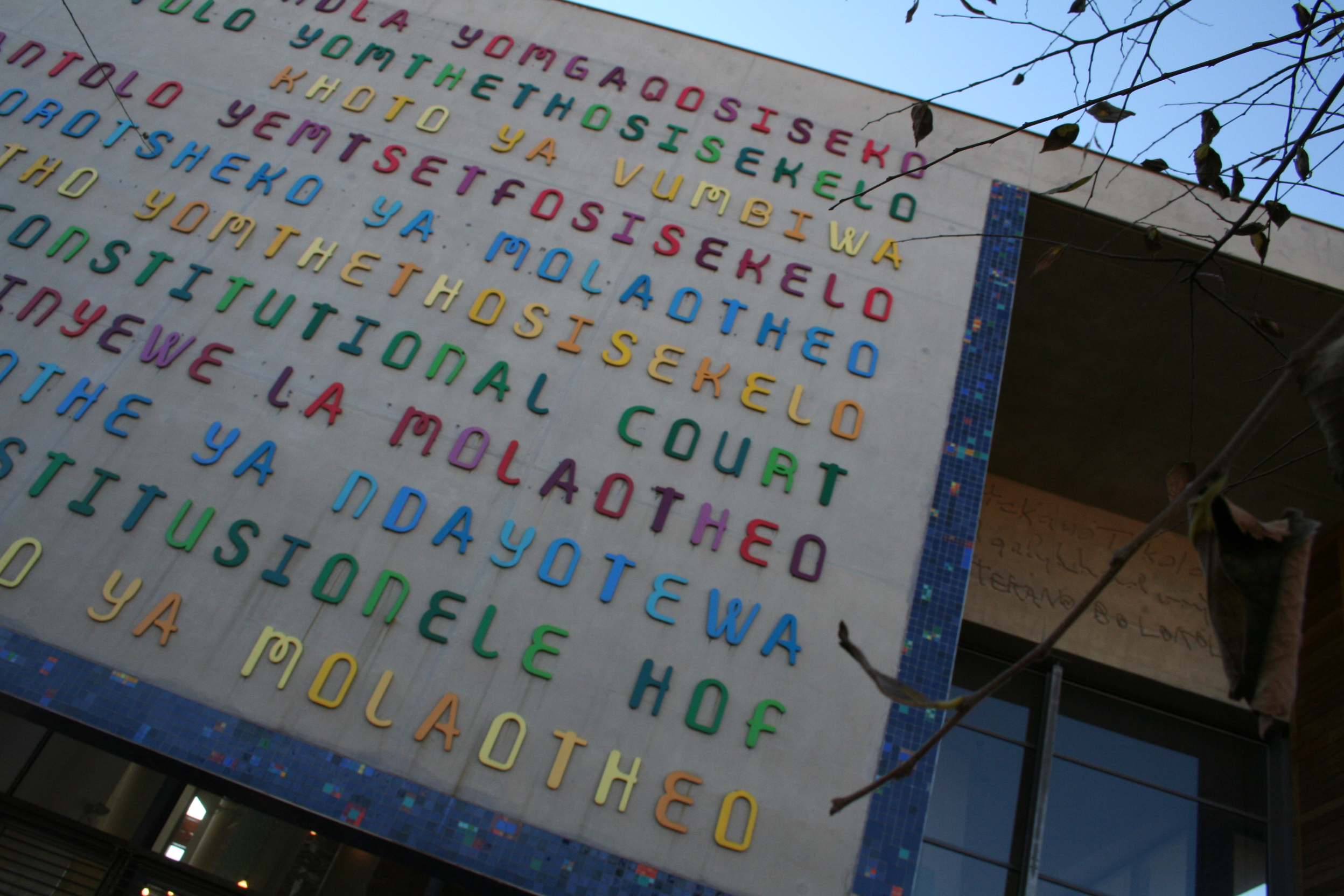
Corte Constitucional de Sudáfrica en Johannesburgo.

Sudáfrica es una república con un sistema democrático de gobierno, el cual está comprometido a lograr la igualdad entre hombres, mujeres y gentes de todas razas. La constitución es la ley suprema del país, aplicable a todos los órganos del Estado en todos los niveles de gobierno. Existe una separación entre el poder ejecutivo, legislativo y judicial, que mantiene equilibrio de poder entre ellos.
Las fuentes principales de las leyes de Sudáfrica fueron las leyes mercantiles romano-neerlandesas, junto con la ley Común inglesa, traídas por los colonos neerlandeses y británicos. La primera ley sudafricana basada en principios europeos fue traída por la Compañía Neerlandesa de las Indias Orientales y se denominó ley romano-neerlandesa. Fue importada antes de la codificación de la ley europea según el Código Napoleónico y es comparable en muchos aspectos a la ley escocesa. A ello siguió en el siglo XIX por la ley británica común y estatutaria. Comenzando en 1910 por la unificación, Sudáfrica tenía su propio parlamento, el cual legislaba específicamente para Sudáfrica, basándose en las leyes aprobadas anteriormente por los miembros individuales de las colonias.
La Sudáfrica posterior al apartheid es el país más avanzado de África en cuanto a su política de derechos respecto al colectivo homosexual. El 30 de noviembre de 2006, Sudáfrica se convirtió en el primer país del continente en legalizar el matrimonio entre personas del mismo sexo, entre protestas por parte de colectivos democristianos.

### División de poderes
Poder Ejecutivo

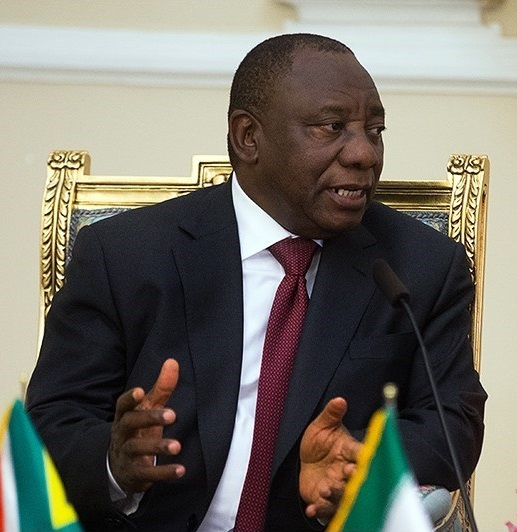
Cyril Ramaphosa, actual presidente sudafricano.

El presidente es la cabeza del Estado, jefe de Gobierno y jefe de la fuerza de la defensa de Sudáfrica. Este es elegido por el parlamento bicameral, que consiste en la Asamblea Nacional o cámara baja y el Consejo Nacional de las Provincias, o cámara alta. En la práctica, el presidente es el líder del partido mayoritario la Asamblea Nacional, que cuenta con 400 parlamentarios elegidos a través de un sistema electoral proporcional. Está encargado de conducir al país en los intereses de la unidad nacional de acuerdo a la Constitución y tiene las siguientes facultades: Otorgar distinciones, nombrar, acreditar, recibir y reconocer embajadores, representantes diplomáticos y otros funcionarios consulares, conceder el perdón o suspender la ejecución de una pena, firmar, ratificar convenios y tratados internacionales, anular o proclamar la ley Marcial, así como declarar la guerra o firmar la paz y nombrar a su gabinete para desempeñar las funciones que le concede la ley.
Poder legislativo
El parlamento es la autoridad legislativa de Sudáfrica, tiene la facultad de elaborar leyes para el país de acuerdo a la Constitución, compuesto de una Asamblea Nacional y un Senado. El Senado está compuesto de diez miembros por cada una de las provincias, cada legislador nomina a senadores proporcionalmente al soporte del partido en la provincia y sesiona por lo menos una vez al año, la primera a los treinta días después del día de la votación de las elecciones. El parlamento estará en funciones durante cinco años a partir de su primera sesión.
Poder judicial
El poder judicial goza de autonomía e independencia con respecto al Gobierno. A la cabeza de este poder se encuentra la Corte Suprema de Justicia, compuesta por la división de apelación.

## Organización territorial
Cuando finalizó el apartheid en 1994, el Gobierno integró los bantustanes anteriormente independientes y semindependientes a la estructura política del país. Con este fin, abolió las cuatro antiguas provincias de Sudáfrica (El Cabo, Natal, Estado Libre de Orange y Transvaal) y las remplazó por nueve provincias totalmente integradas. Las nuevas provincias eran mucho más pequeñas que sus antecesoras, lo cual teóricamente daba a los gobiernos locales más recursos para distribuir en áreas de menor tamaño. Las nueve provincias fueron posteriormente subdivididas en 52 distritos, seis metropolitanos y 46 municipales. Los puertos principales de Sudáfrica son: Durban, Ciudad del Cabo, Puerto Elizabeth, East London, Richards Bay, Saldanha Bay y Mossel Bay.
| \| Provincia \| [43] Capital[44] \| Área (km²)[44] \| Población (2016)[45] \| \| --------------- \| ---------------- \| -------------- \| -------------------- \| \| Cabo del Norte \| Kimberley \| 372.889 \| 1 193 780 \| \| Cabo Occidental \| Ciudad del Cabo \| 129.462 \| 6 279 730 \| \| Cabo Oriental \| Bhisho \| 168.966 \| 6 996 976 \| \| Estado Libre \| Bloemfontein \| 129.825 \| 2 834 714 \| \| Gauteng \| Johannesburgo \| 18.178 \| 13 399 724 \| \| KwaZulu-Natal \| Pietermaritzburg \| 94.361 \| 11 065 240 \| \| Limpopo \| Polokwane \| 125.754 \| 5 799 090 \| \| Mpumalanga \| Mbombela \| 76.495 \| 4 335 964 \| \| Noroeste \| Mafikeng \| 104.882 \| 3 748 435 \| \| Total \| Total \| 1 219 080 \| 48 502 063 \| |                  |            |                  |
| Provincia | Capital          | Área (km²) | Población (2016) |
| Cabo del Norte | Kimberley        | 372.889    | 1 193 780        |
| Cabo Occidental | Ciudad del Cabo  | 129.462    | 6 279 730        |
| Cabo Oriental | Bhisho           | 168.966    | 6 996 976        |
| Estado Libre | Bloemfontein     | 129.825    | 2 834 714        |
| Gauteng | Johannesburgo    | 18.178     | 13 399 724       |
| KwaZulu-Natal | Pietermaritzburg | 94.361     | 11 065 240       |
| Limpopo | Polokwane        | 125.754    | 5 799 090        |
| Mpumalanga | Mbombela         | 76.495     | 4 335 964        |
| Noroeste | Mafikeng         | 104.882    | 3 748 435        |
| Total | Total            | 1 219 080  | 48 502 063       |

## Geografía

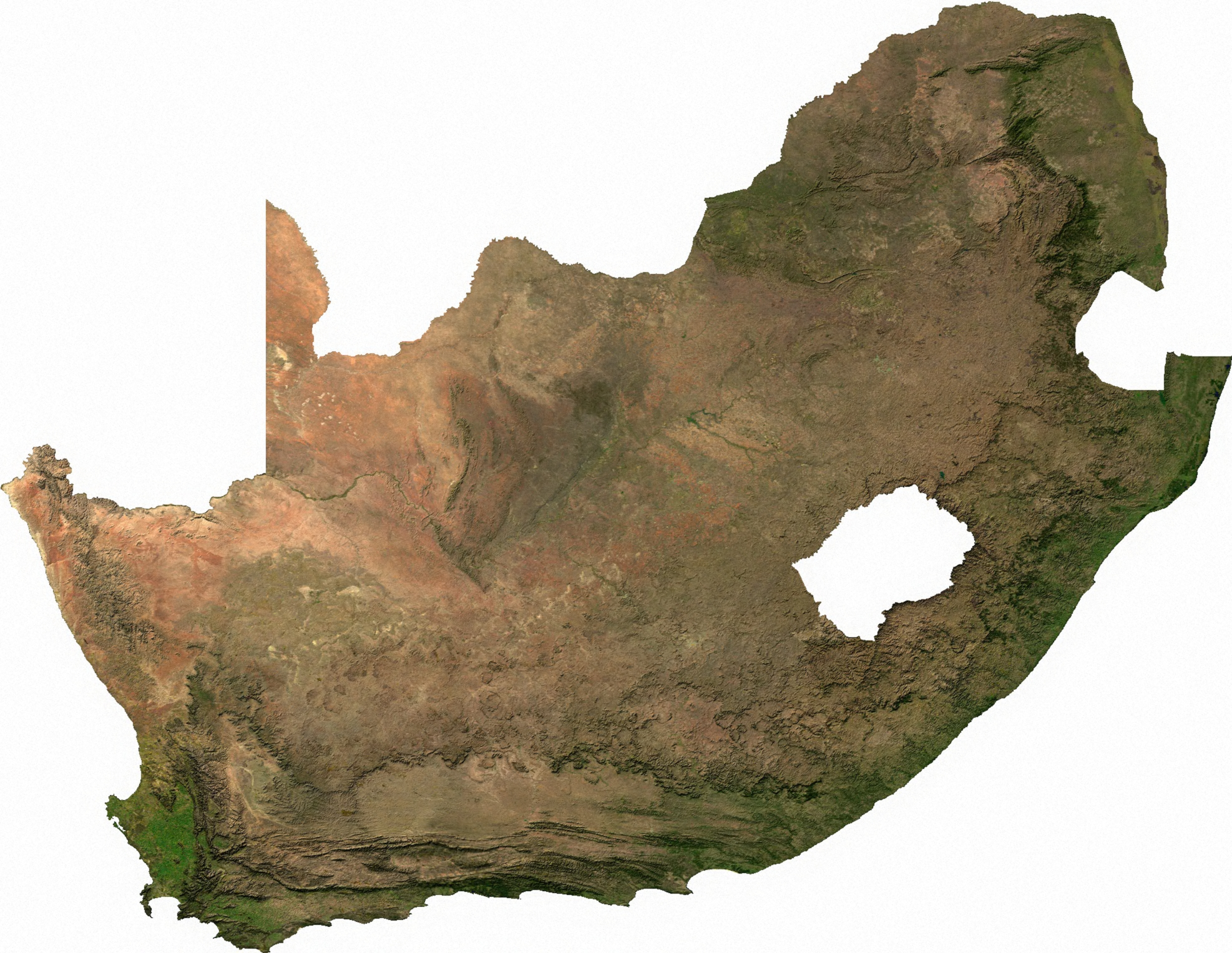
Imagen satelital de Sudáfrica.

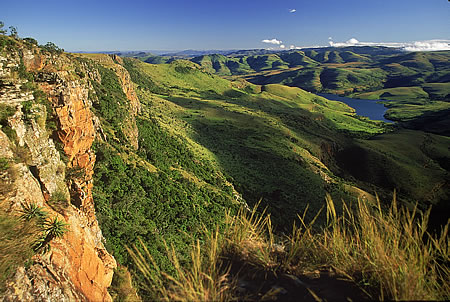
Las montañas Drakensberg, el punto más alto en Sudáfrica.

Con una superficie de 1 219 090 km², la República de Sudáfrica se extiende en el extremo sur del continente africano. El país limita con Namibia al noroeste; al norte con Botsuana y al este con Zimbabue, Mozambique y Suazilandia. El país es rodeado por los océanos Atlántico e Índico. Lesoto, país independiente pero con importantes lazos con Sudáfrica, se encuentra completamente rodeado de territorio sudafricano.
Debido a la extensión del país, el clima es muy variable en función de las zonas climáticas. En el sur y las zonas altas, el clima es templado, mientras que en el noreste y este el clima es tropical y en la parte occidental del país es semiárido. El promedio anual de precipitaciones es de 464 mm.
Los ríos principales son el río Orange, que desemboca en el océano Atlántico; el río Vaal, su principal afluente, y el Limpopo, que desemboca en el océano Índico, nace cerca de Johannesburgo y luego marca en el norte la frontera con Botsuana y Zimbabue.
El punto más austral del país, y por lo tanto del continente africano, es el cabo Agulhas.

### Medio ambiente
En respuesta a la sequía, en octubre de 2019, las autoridades introdujeron restricciones de agua en las principales ciudades del país. Varias regiones del centro y norte del país ya habían sufrido cortes de agua, en particular debido al fallo de las instalaciones del principal proveedor de agua de Sudáfrica, Rand Water. En algunas provincias, como el Cabo Oriental y el Cabo Occidental, la sequía ha arruinado las cosechas y ha causado la muerte de rebaños de ganado.
Sudáfrica es el mayor contaminador del continente africano y el decimocuarto más grande del mundo en términos de emisiones de carbono. En 2019, el gobierno introdujo un impuesto al carbono para tratar de alentar a las empresas a hacer esfuerzos. A pesar del apoyo de las organizaciones ecologistas, esta iniciativa sigue considerándose insuficiente y poco disuasiva. La contaminación atmosférica representaría un coste anual de dos mil millones de euros.
Desde principios del siglo XX, 37 especies de plantas han desaparecido en Sudáfrica, principalmente víctimas de deforestación.

### Cambio climático
El cambio climático en Sudáfrica está provocando un aumento de las temperaturas y la variabilidad de las precipitaciones. La evidencia muestra que los fenómenos meteorológicos extremos se están volviendo más frecuentes debido al cambio climático. Esta es una preocupación fundamental para los sudafricanos, ya que el cambio climático afectará el estado general y el bienestar del país, por ejemplo, en lo que respecta a los recursos hídricos. Al igual que en muchas otras partes del mundo, la investigación climática mostró que el verdadero desafío en Sudáfrica estaba más relacionado con los problemas ambientales que con los de desarrollo. El efecto más severo estará dirigido al suministro de agua, que tiene enormes efectos en el sector agrícola. Los rápidos cambios ambientales están generando efectos claros en la comunidad y el nivel ambiental en diferentes formas y aspectos: desde la calidad del aire, la temperatura y los patrones climáticos, hasta la seguridad alimentaria y la carga de enfermedades.
Los diversos efectos esperados del cambio climático en las comunidades rurales son las sequías, el agotamiento de los recursos hídricos y la biodiversidad, la erosión del suelo, la disminución de las economías de subsistencia y el cese de las actividades culturales.

### Flora y fauna
Sudáfrica cuenta con más de 20 000 plantas diferentes, que representan cerca del 10 % de todas las especies conocidas del mundo, por lo que es considerada un área particularmente rica en biodiversidad vegetal.
El bioma prevalente en el país es la pradera, especialmente en el Highveld, donde la flora predominante son los pastos, los arbustos bajos y las acacias, principalmente las de espina blanca y camel. La vegetación es más escasa hacia el noroeste, debido a las bajas precipitaciones de lluvia.
WWF distingue cuatro ecorregiones de pradera de montaña dentro del país:
- Pradera del Alto Veld, en el Highveld
- Pradera montana de los Drakensberg, en los Drakensberg, por debajo de los 2500 metros
- Pradera altimontana de los Drakensberg, en los Drakensberg, por encima de los 2500 metros
- Matorral de Maputaland-Pondoland, en los valles de las estribaciones australes de los Drakensberg

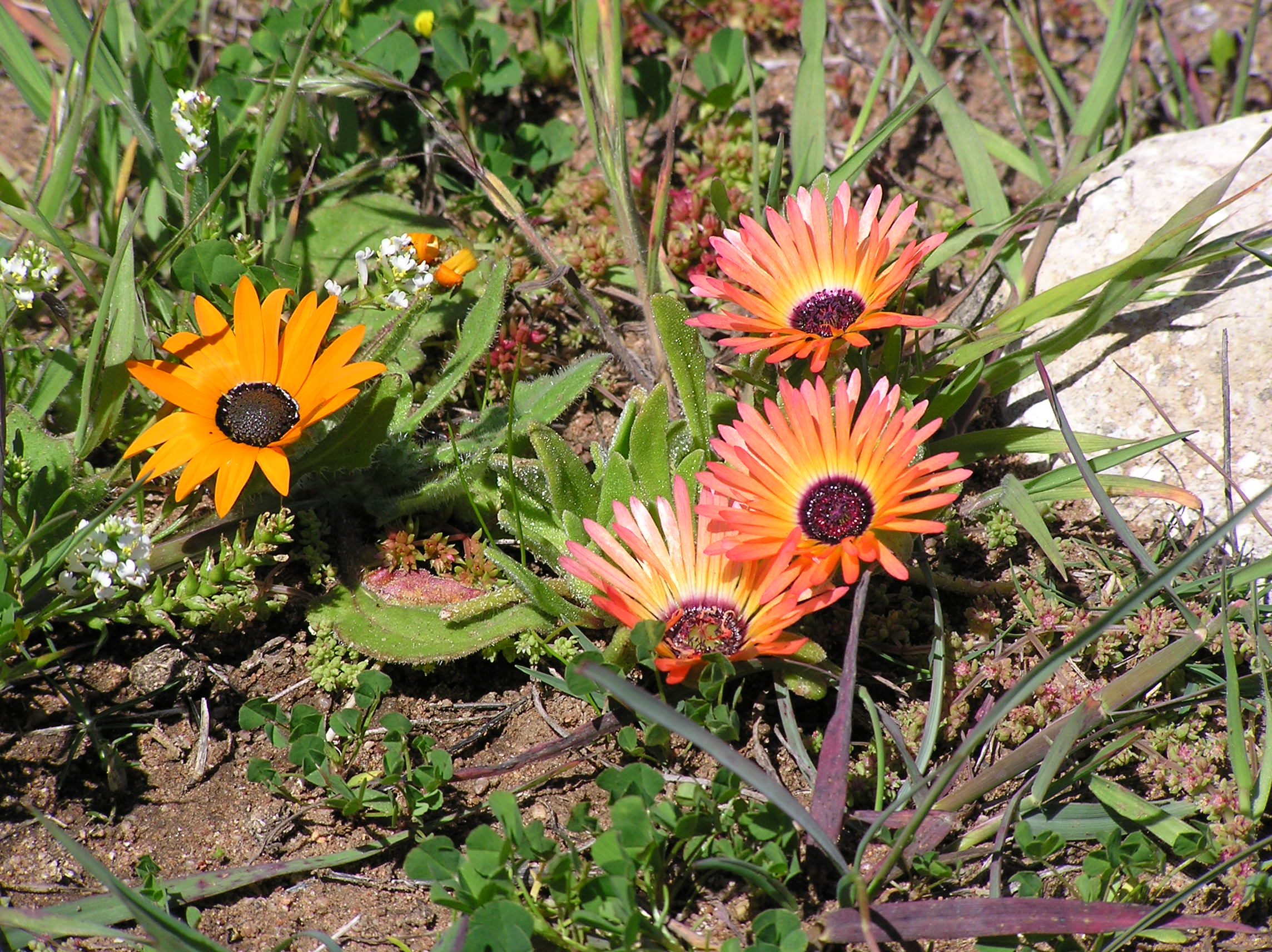
Flores de primavera en Ciudad del Cabo.

El pasto y los espinos de la sabana dan paso progresivamente a los arbustos de la sabana hacia el noreste del país, con un crecimiento más lento. Existe un número significativo de árboles baobabs en esta área, cerca del extremo norte del parque nacional Kruger.
En el Bushveld se encuentran numerosos hábitats de mamíferos como el león, el leopardo, el ñu azul, el kudu, el impala, la hiena, el hipopótamo y la jirafa. El hábitat del Bushveld se extiende de forma significativa hacia el nordeste, incluyendo los territorios que pertenecen al parque nacional Kruger y la Reserva Mala Mala, así como la Biósfera de Waterberg, más al norte. WWF divide la región de sabana del nordeste en tres ecorregiones, de este a oeste: sabana arbolada de mopane del Zambeze, sabana arbolada de África austral y sabana arbolada del Kalahari.
La región desértica del Karoo, en el oeste del país, se divide en tres ecorregiones: el Karoo suculento, cerca de la costa; el Karoo nama, en el interior (Namaqualand), donde existen varias especies de plantas que almacenan agua, como los aloes y euforbias; y por último, y más al norte, la sabana xerófila del Kalahari.

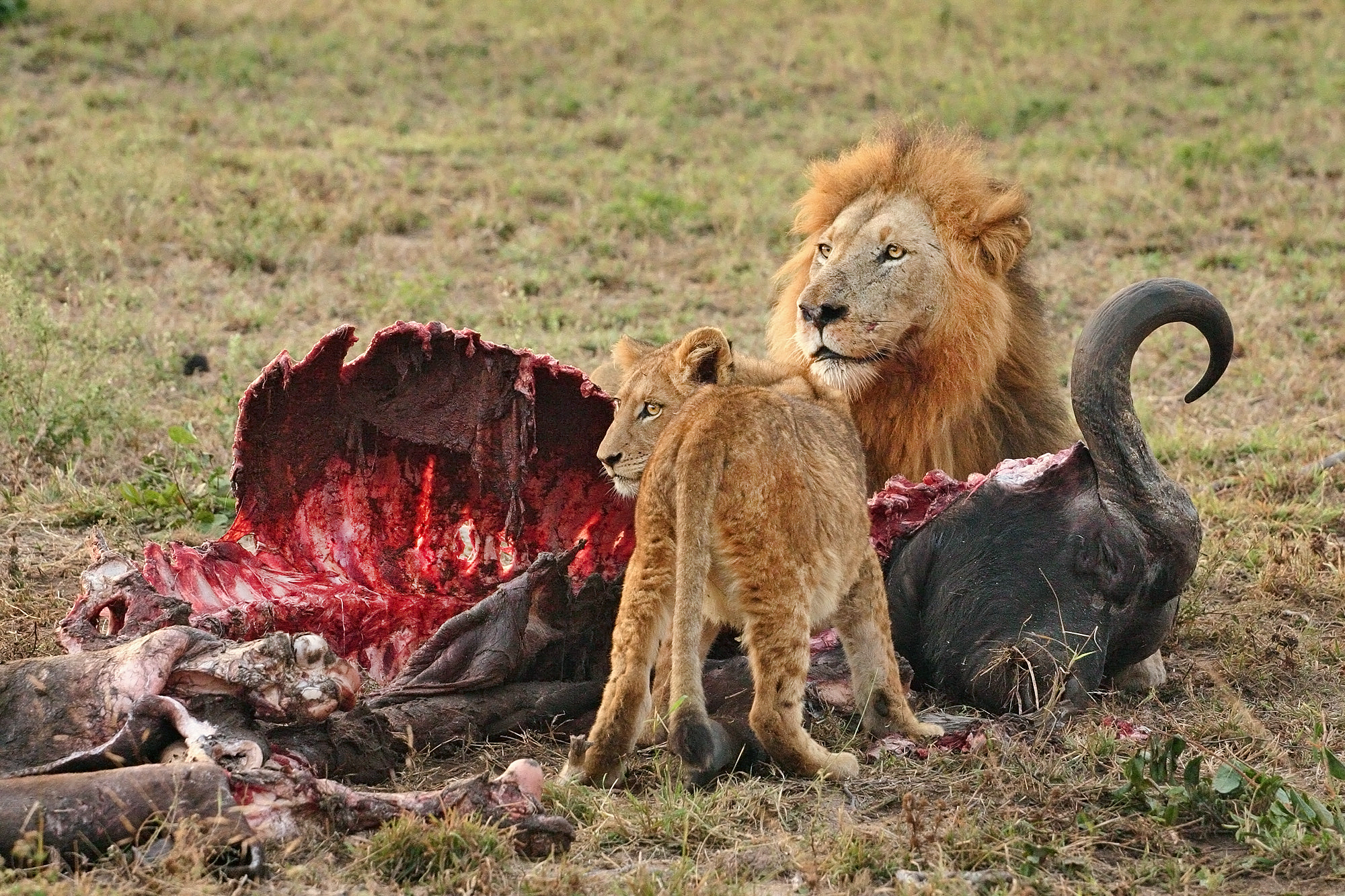
Un león y un cachorro comiéndose a un búfalo al norte de Sabi Sand, Sudáfrica.

El bioma mediterráneo del fynbos, uno de los seis reinos florales, está ubicado en una pequeña región del Cabo Occidental y consta de más de 9000 de estas especies, lo que lo convierte en una de las regiones más ricas del mundo en términos de Biodiversidad Floral. La mayor parte de las plantas son perennes y de hojas duras con hojas finas como agujas, como por ejemplo las plantas esclerófilas. Otra planta exclusiva de Sudáfrica es el género de las proteas, de las cuales existen alrededor de 130 especies diferentes en este país. WWF divide esta región en tres ecorregiones: fynbos y renosterveld de tierras bajas, fynbos y renosterveld de montaña y matorral de Albany.
Si bien Sudáfrica cuenta con una gran cantidad de plantas florales, posee pocos bosques. Solo el 1 % de Sudáfrica es bosque, que se encuentra casi exclusivamente en el plano costero húmedo del Océano Índico en KwaZulu-Natal: la selva mosaico costera de KwaZulu y El Cabo y la selva mosaico costera de Maputaland y, más al sur, la selva montana de Knysna y los montes Amatole. Existen reservas incluso más pequeñas de bosques que se encuentran fuera del alcance del fuego. Las plantaciones de especies de árboles importados son predominantes, en particular del eucalipto no nativo y el pino. Sudáfrica ha perdido una extensa superficie de hábitat natural en las últimas cuatro décadas, debido a la sobrepoblación, a los patrones descontrolados de desarrollo y a la deforestación del siglo XIX.
Sudáfrica es uno de los países más afectados por la invasión de especies foráneas (por ejemplo la Acacia mearnsii, Port Jackson, Hakea, Lantana y Jacarandá) que son una gran amenaza a la biodiversidad nativa y la actual escasez de recursos hídricos. El bosque templado original que encontraron los primeros europeos que se establecieron en este país, fue explotado despiadadamente hasta que solo quedaron unas pocas y pequeñas áreas. Actualmente los árboles de maderas nobles en Sudáfrica como el Podocarpus latifolius, el Ocotea bullata y el Olea laurifolia se encuentran bajo protección gubernamental. Finalmente, en la costa del Índico se encuentran varios enclaves de manglar de África austral.
Se espera que el cambio climático conlleve un incremento en el calentamiento y la sequedad de forma considerable para esta región que ya es semiárida, con mayor frecuencia e intensidad de eventos climáticos extremos, como olas de calor, inundaciones y sequías. De acuerdo a los modelos computacionales realizados por el Instituto de Biodiversidad Nacional de Sudáfrica (SANBI, por sus siglas en inglés) (junto con muchas de sus instituciones asociadas), algunas partes de África del sur verán un incremento en su temperatura de cerca de 1 °C a lo largo de la costa, que podrá llegar a superar los 4 °C en las ya calurosas tierras interiores, como en Cabo del Norte a fines de la primavera y el verano del año 2050.
El Reino Floral del Cabo ha sido identificado como uno de los puntos más sensibles de la biodiversidad sudafricana, ya que será seriamente afectado por el cambio climático y cuenta con una enorme diversidad de vida. Las sequías, el aumento de la intensidad y la frecuencia de los incendios y el incremento de la temperatura llevarán a la extinción de muchas de estas especies exóticas. El libro Scorched: South Africa's changing climate utiliza gran parte del modelo realizado por la SANBI y presenta una recopilación de ensayos de estilo narración de viajes.
Sudáfrica alberga muchas especies animales endémicas, como el conejo ribereño (Bunolagus monticularis) que se encuentra en peligro crítico de extinción en el Karoo.

## Economía

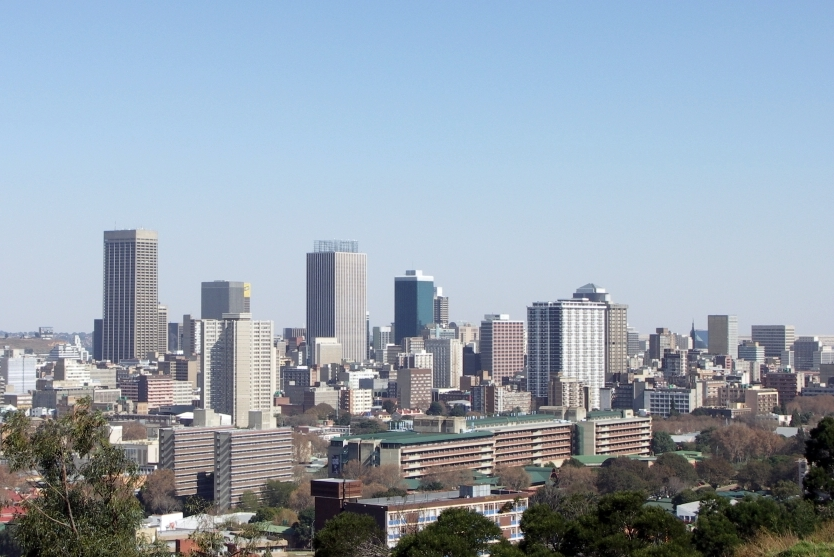
Johannesburgo es el principal centro financiero del país y del África subsahariana.

Desarrollo del PIB per cápita en África meridional

La economía de Sudáfrica es la más potente e importante del continente africano, concentra casi el 25 % de todo el PIB de continente, y desempeña un papel importante en el desarrollo de la región. Está considerada como una economía de renta media-alta por el Banco Mundial. La economía sudafricana cuenta con un gran volumen de capital nacional —público y privado— en estrecha relación con las grandes economías mundiales. Pese a esto, el desempleo es extremadamente alto y Sudáfrica está dentro de los diez países con más desigualdad social según el coeficiente de Gini, alrededor de un cuarto de la población está desempleada y la misma proporción vive con menos de 1.25 dólares por día. En 2010, se estimaba que la mano de obra total del país ascendía a 17 390 000 personas. En 2007, el 9 % de los trabajadores se ocupaba en la agricultura, el 26 % en la industria y el 65 % en servicios. Desde 2004 en adelante, el crecimiento económico ha ido en aumento, tanto en el empleo como en la formación de capital. En el año 2011 fue oficialmente nombrado uno de los integrantes de los países BRICS. Sudáfrica es un destino turístico muy popular, y una cantidad sustancial de los ingresos proviene del turismo.
La moneda nacional es el rand sudafricano. Su código ISO 4217 es ZAR. Esta moneda también es usada en otros países del Área Monetaria Común de África del Sur. La Bolsa de Johannesburgo es la más importante bolsa de valores de África y ocupa el puesto decimoséptimo dentro de los mayores mercados bursátiles del mundo. Entre los principales socios comerciales internacionales de Sudáfrica —además de otros países africanos— se encuentran Alemania, los Estados Unidos, China, Japón, el Reino Unido y España.
En 2019, el salario medio de los sudafricanos blancos es 3.5 veces superior al de los sudafricanos negros. El desempleo afecta al 27 % de la población
Según el Índice mundial de innovación, a cargo de la Organización Mundial de la Propiedad Intelectual, en 2024, Sudáfrica se ubicó en lugar 69 en innovación entre 134 países del mundo; mientras que en 2023 ocupó el lugar 59 y el lugar 61 en 2022.

### Minería

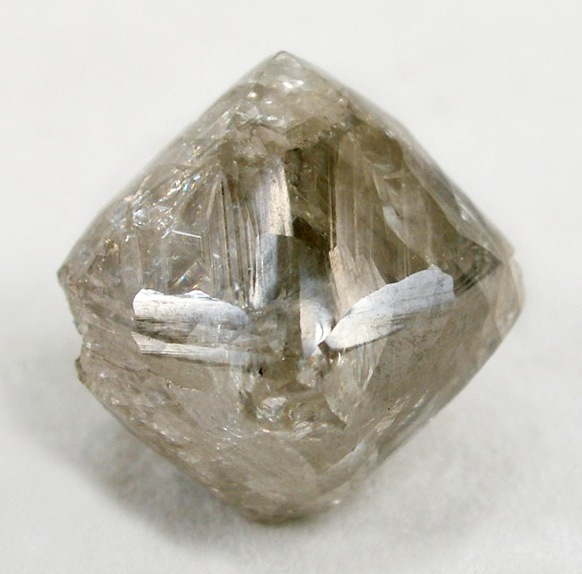
Diamante sudafricano.

La minería en Sudáfrica ha sido la principal causa por la cual el país está dentro de las grandes economías mundiales. Actualmente es el segundo productor de oro a nivel mundial. Históricamente, la minería en el país comienza con el descubrimiento de diamantes a orillas del río Orange en 1867. Cercana a esa época, la extracción de oro se haría famosa en la región de Witwatersrand, dando origen a la fiebre del oro de 1886. Ciudades como Kimberley, surgieron gracias a la explotación de recursos mineros en la zona norte del país. A partir de 2007, la industria minera de Sudáfrica cuenta con 493 000 trabajadores.
Sudáfrica es el mayor productor de platino del mundo, el quinto de oro y quinto de carbón y uno de los mayores exportadores de diamantes. La producción nacional de diamantes está controlada en un 94 % por la De Beers Consolidated Mines Ltd., que también está presente en otros países de África. También es importante la explotación de recursos como cromo, antimonio, manganeso, níquel, fosfatos, uranio, cobre, vanadio, sal y gas natural.

### Agricultura
Después de la Segunda Guerra de los Bóer (1899-1902), se institucionalizó el saqueo de las poblaciones negras. En 1913, la Ley de Tierras Indígenas limitó la propiedad de la tierra de los negros al 7 % del territorio (ampliada al 13 % en 1936). Cuatro millones de campesinos pierden la tierra que todavía poseen y generalmente se convierten en aparceros o mineros, una mano de obra barata para los propietarios

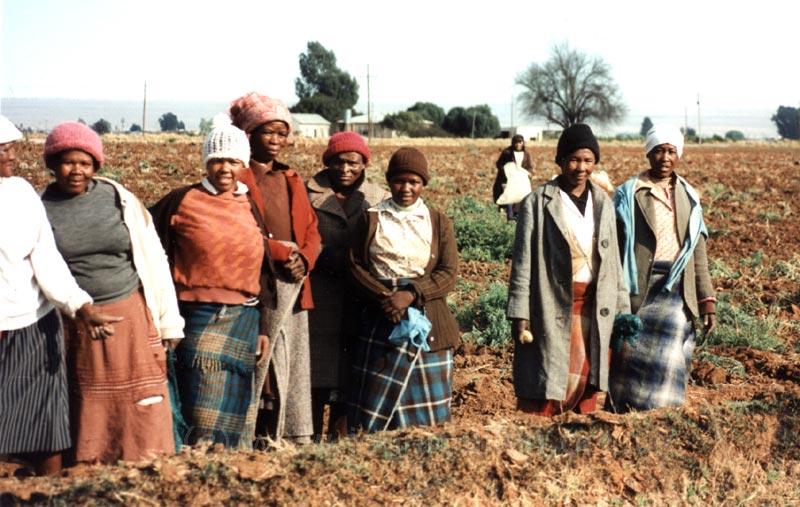
Trabajadoras agrícolas sudafricanas.

En 2007, el trabajo relacionado con la agricultura y la ganadería, ocupaban el 9 % de la mano de obra del país. Cerca de un 80 % de las tierras son utilizadas para la agricultura, pero solo un 15 % de estas son cultivables, el resto es utilizada para pastoreo y ganadería.
La agricultura representa el 8 % de las exportaciones del país. Los principales productos de exportación son los cereales —maíz, trigo— las frutas —manzanas, peras, duraznos, damascos, aguacates, pomelos, mandarinas, ciruelas y uvas de mesa— productos hortícolas, patatas, semillas de girasol, carne —vacuno, pollo, cordero y cerdo — y huevos.
Las condiciones climáticas que presenta Sudáfrica, especialmente el Cabo Occidental, hacen que se produzca el mejor vino del continente africano, de tan buena calidad como el que se hace en Europa, los Estados Unidos, Australia y los países del Cono Sur. El país está dentro de los grandes exportadores de vino del mundo.
En 2018, treinta mil granjas comerciales empleaban a unos 840 000 trabajadores agrícolas. Las condiciones de vida de estos últimos suelen ser difíciles; muchos viven en barrios marginales sin agua corriente. La directora de la asociación para el desarrollo rural, Laurel Oettle, señala que «los temporeros no tienen ingresos desde hace meses». Algunos se pagan a veces con productos agrícolas. Hay muchos casos de abuso sexual. El acceso a las tumbas de los antepasados da lugar a conflictos con los propietarios.

## Demografía
| <1 /km² 1–3 /km² 3–10 /km² 10–30 /km² 30–100 /km² | 100–300 /km² 300–1000 /km² 1000–3000 /km² |

Mapa de densidad de población en Sudáfrica
<1 /km²
1–3 /km²
3–10 /km²
10–30 /km²
30–100 /km²
100–300 /km²
300–1000 /km²
1000–3000 /km²

Evolución demográfica de Sudáfrica de 1961 a 2003

La población sudafricana en 2023 es de 60 604 000 habitantes, siendo la mayoría de la población negros de origen africano en un 80.8 %, principalmente de etnia xhosa y zulú, además de otros 8 grupos. El porcentaje sin embargo es el más bajo del África subsahariana, la diversidad étnica y la multiculturalidad existentes le ha válido el nombre del país del arcoíris. El 7.8 % de los sudafricanos son de raza blanca, de origen neerlandés (bóeres), francés (hugonotes), británico y, en menor medida, de origen portugués (quienes emigraron a Sudáfrica luego de que Angola y Mozambique se independizaran). Un 8.8 % son mestizos llamados coloured, descendientes de los bóeres y esclavos de origen malayo o africano. Un cuarto grupo es el de los asiáticos (indostaníes en un 91 %) que viven sobre todo alrededor de Durban, representan el 2.6 % de la población. De los cuatro grupos étnicos, solo la población blanca se está reduciendo debido a la baja tasa de natalidad y a la emigración de sudafricanos blancos hacia Europa, América del Norte y Oceanía. De 2011 a 2020, el porcentaje de población blanca bajó del 8.9 % al 7.8 %, debido principalmente a la alta tasa de natalidad de los otros grupos étnicos del país.
Desde la caída del régimen del apartheid en 1994, unos 850 000 sudafricanos blancos (un 16 % del total) han emigrado, sobre todo a Reino Unido y Australia ante el incremento de la inseguridad y de las medidas de discriminación racial contra los blancos. Ante esta situación, desde 2006 el gobierno ha comenzado a tomar medidas incentivas para reducir la emigración de la cualificada población blanca, del mismo modo se han iniciado medidas a favor del retorno de los emigrados.[cita requerida] Durante los últimos años ha habido signos de que algunos de estos emigrantes han empezado a volver a Sudáfrica y según los más recientes informes del instituto de estadística de Sudáfrica (StatsSA) el número de blancos en el país creció por primera vez desde hace muchos años (108 000 entre 2009 y 2010), sin embargo el crecimiento en la última década ha sido de menos de 100 000 personas.[cita requerida]

### Grupos étnicos

Grupos de población dominantes en Sudáfrica.
Negros
Coloured o mestizos
Blancos
Asiáticos
Zona sin dominación de un grupo en concreto
Pequeña o ninguna población

La población negra es el grupo dominante en la mitad oriental de Sudáfrica, mientras que la mitad occidental está dominada por los coloured (o mestizos) que tienen ancestros africanos y europeos. La población blanca, bien de origen afrikáner o inglés, destaca principalmente en ciudades como Pretoria, Bloemfontein o Ciudad del Cabo y en zonas rurales de la Provincia del Cabo Occidental, donde siguen conservando tierras y dedicándose a la agricultura. Por su parte, la población de origen asiático destaca principalmente en la costa suroriental de Sudáfrica, siendo la ciudad de Durban lugar de una importante comunidad de dicho origen.

#### Negros
La población negra de Sudáfrica supone el grupo de población más importante del país, representando alrededor del 80 % del país, siendo el país del África subsahariana con menor porcentaje de población negra sobre el total de su población. El origen es principalmente de las distintas tribus bantúes afincadas en el territorio sudafricano durante siglos como los Zulú, Xhosa, Bapedi (Sotho del norte), Batswana, Ndebele, Basotho (Sotho del sur), Venda, Tsonga y Suazi.
Actualmente se estima que 48 968 032 personas en Sudáfrica pertenecen a este grupo, estando asentados principalmente en la mitad oriental del país. Según el censo de 2011, las provincias con mayor población de negros son Gauteng (9 493 684 personas), KwaZulu-Natal (8 912 921 personas), la Provincia del Cabo Oriental (5 660 230 personas) y Limpopo (5 224 754 hab.), siendo esta última provincia la que mayor porcentaje de población negra tiene con respecto al total de la población (96.66 %), seguidos del Estado Libre (87 %) y de la Provincia del Noroeste (85 %). Por el contrario, en la Provincia del Cabo Occidental los negros solo representan el 32.84 % de la población.

#### Coloured o mestizos
Dicho grupo se refiera a las personas mestizas que tienen un origen europeo y africano principalmente, unido a otros orígenes. Se concentran principalmente en el oeste de Sudáfrica, representando el 8.8 % de la población nacional. La Provincia del Cabo Occidental destaca por acoger al 61.54 % de este grupo, siendo además el grupo étnico más representativo de la provincia, con un 48 % de la población, superando los dos millones. Según el censo de 2011, el 74.6 % de las personas que se identificaban con este grupo hablan afrikáans, mientras que el 20.5 % tienen el inglés como primer idioma. El 4.93 % restante tienen como idioma de nacimiento una lengua no europea, siendo la Tswana la más común.

#### Blancos
Los sudafricanos blancos son aquellos de ascendencia europea que se dividen principalmente en dos grupos. Los afrikáners son aquellos descendientes de los europeos que llegaron a partir del s. XVII a la Colonia Neerlandesa del Cabo gracias a la Compañía Neerlandesa de las Indias Orientales, siendo en su mayor parte holandeses, aunque también hugonotes franceses que escapaban de las persecuciones religiosas. Asentados en origen en la Colonia del Cabo, fueron desarrollando su propio idioma (afrikáans) y su propia cultura, dedicándose principalmente a la agricultura y la ganadería (bóeres).
El otro grupo de sudafricanos blancos son descendientes de los británicos llegados a Sudáfrica en el s. XIX, que trajeron consigo el idioma inglés al país. La llegada de la población británica a la Colonia del Cabo supuso la inmigración de numerosos bóeres al interior del territorio, en la llamada Gran Trek, para buscar tierras propias que no estuvieran administradas por el Imperio Británico, creando las llamadas repúblicas bóeres como la República de Transvaal y el Estado Libre de Orange, que contaron con independencia hasta el final de la Guerra de los bóeres.
Desde finales del s. XIX y en los comienzos del siglo XX también llegaron a tierras sudafricanas inmigración de europeos como alemanes, italianos, griegos o judíos, lo que supuso el pico más alto de población blanca en el país en el censo de 1911, cuando se estimó que el 22.7 % de la población sudafricana era blanca, viviéndose una bajada del porcentaje hasta la actualidad. A pesar de ello, la población blanca concentró el poder político y económico durante siglos, especialmente durante el periodo del apartheid.
Actualmente, suponen el 7.8 % de la población del país (4 727 112 personas en 2023), estando concentrados principalmente en la Provincia de Gauteng (40.49 % de la población blanca) y en la provincia del Cabo Occidental (22.24 % de la población blanca). En la Provincia del Cabo Occidental la población blanca supone un 16 % de la población total, siendo en la que mayor porcentaje de blancos hay sobre el total de la población.
En cuanto al idioma, en 2016 el 57.9 % de la población blanca tenía como idioma nativo el afrikáans, mientras que el 40.2 % tenía el inglés, y el 1.9 % otro idioma como el griego, portugués, alemán o italiano.

### Religión
| Religión en Sudáfrica (2014)       | Religión en Sudáfrica (2014)       | Religión en Sudáfrica (2014) | Religión en Sudáfrica (2014) | Religión en Sudáfrica (2014) |
| ---------------------------------- | ---------------------------------- | ---------------------------- | ---------------------------- | ---------------------------- |
| Religión                           | Religión                           |                              | Porcentaje                   | Porcentaje                   |
| Protestantes y Evangélicas         | Protestantes y Evangélicas         |                              | 67.5 %                       | 67.5 %                       |
| Católicos                          | Católicos                          |                              | 7.5 %                        | 7.5 %                        |
| Musulmanes                         | Musulmanes                         |                              | 1.7 %                        | 1.7 %                        |
| Hindúes                            | Hindúes                            |                              | 1.1 %                        | 1.1 %                        |
| Testigos de Jehová                 | Testigos de Jehová                 |                              | 0.5 %                        | 0.5 %                        |
| Ortodoxos                          | Ortodoxos                          |                              | 0.1 %                        | 0.1 %                        |
| Baha'i                             | Baha'i                             |                              | 0.5 %                        | 0.5 %                        |
| Judíos                             | Judíos                             |                              | 0.2 %                        | 0.2 %                        |
| Budistas                           | Budistas                           |                              | 0.2 %                        | 0.2 %                        |
| Sin religión                       | Sin religión                       |                              | 15 %                         | 15 %                         |
| Religiones con componentes étnicos | Religiones con componentes étnicos |                              | 7.1 %                        | 7.1 %                        |

La principal religión es el cristianismo, mayoritariamente protestante y evangélico, aunque también se practican cultos tradicionales africanos, en ocasiones mezclados con propuestas cristianas de carácter independiente. El islam y el hinduismo constituyen minorías superiores al 1 %. También destaca una comunidad judía de en torno a 70 000 personas. Resultan también relevantes los porcentajes de no religiosos y ateos. El último censo con información religiosa es del año 2001, en el que los datos son más detallados.
| Iglesia Reformada Neerlandesa                          | 6.7 %  |
| Iglesia Cristiana Sion                                 | 15.3 % |
| Iglesias Metodistas                                    | 7.4 %  |
| Iglesias Pentecostales y Carismáticas                  | 7.6 %  |
| Iglesias Anglicanas                                    | 3.8 %  |
| Iglesias Luteranas                                     | 2.5 %  |
| Iglesias Presbiterianas                                | 1.9 %  |
| Iglesias Bautistas                                     | 1.5 %  |
| Iglesias Congregacionales                              | 1.1 %  |
| Otras Iglesias Apostólicas                             | 12.5 % |
| Otras Iglesias Reformadas                              | 0.5 %  |
| Otras Iglesias Independientes Africanas                | 1.5 %  |
| Otras Iglesias Cristianas Evangélicas e Independientes | 7.1 %  |

| Cristianos Protestantes, evangélicos e Independientes | 67.5 %      |
| Cristianos Católicos                                  | 7.5 %       |
| Testigos de Jehová                                    | 0.3 %-0.5 % |
| Cristianos Ortodoxos                                  | 0.1 %       |
| Religiones con componentes étnicos                    | 7.1 %       |
| Musulmanes                                            | 1.7 %       |
| Hindúes                                               | 1.1 %       |
| Baha'i                                                | 0.5 %       |
| Judíos                                                | 0.2 %       |
| Budistas                                              | 0.2 %       |
| No Religiosos y Ateos                                 | 15 %        |

En 2016 los porcentajes eran:
- Cristianismo –78 %
  - Protestantes – 58.3 %
    - Iglesia Baptista – 15 %
    - Iglesia Metodista – 5 %
    - Otras afiliaciones protestantes –53.3 %

  - Iglesia católica – 6.8 %
  - Otras afiliaciones cristianas – 8.4 %
  - Cristiano no confesional - 4.5 %
- Judíos – 0.1 %
- Otras religiones – 9.8 %
- No religiosos – 10.9 %
- NC/NC/NR 1.2 %

### Sanidad

El VIH/SIDA es uno de los principales problemas sanitarios en Sudáfrica.

Sudáfrica es el país del mundo con mayor número de infectados por sida, lo que unido a una baja tasa de natalidad para los estándares africanos (2.16 hijos por mujer), ha hecho que su población haya disminuido durante 2003, según el CIA World Factbook. La difusión del sida (síndrome de la inmunodeficiencia adquirida) es un problema alarmante en Sudáfrica al descubrirse en 2005 que más del 31 % de las mujeres embarazadas estaban infectadas por el VIH y la tasa de infección entre los adultos se situaba próxima al 20 %. El vínculo entre el VIH, un virus de transmisión principalmente por un contacto sexual, y el sida fue largamente rechazado por el antiguo presidente Thabo Mbeki y la entonces ministra de Sanidad Manto Tshabalala-Msimang, quienes insistían en que la mayoría de muertes en el país estaban asociadas a la malnutrición y al elevado nivel de pobreza, y no al VIH.
En 2007, en respuesta a la presión social, el gobierno comenzó a volcar sus esfuerzos en combatir el sida. En septiembre de 2008 Thabo Mbeki fue forzado a dimitir por el congreso de Sudáfrica y Kgalema Motlanthe fue nombrado presidente en funciones. Una de las primeras acciones del Sr. Motlanthe fue reemplazar a la ministra de sanidad Tshabalala-Msimang por la actual ministra, Barbara Hogan.
El sida afecta principalmente a aquellas personas sexualmente activas y es mucho más frecuente en la población negra. La mayoría de las personas que mueren son también personas que están trabajando, por lo que el resultado es que en muchas familias se pierde la fuente de ingresos al hogar. Esto ha supuesto así mismo la fundación de muchos «orfanatos sida» quienes en muchos casos dependen del estado para su cuidado y soporte económico. Se calcula que hay hoy en día unos 1.2 millones de huérfanos en Sudáfrica. Muchas de las personas mayores han perdido así mismo el apoyo de los miembros más jóvenes de sus familias. Aproximadamente cinco millones de personas están infectadas por dicho virus infeccioso.

### Idiomas
| Afrikáans Setsuana Sesotho Xhosa Sesotho sa leboa | Ndebele del sur Zulú Venda Tsonga Suazi |

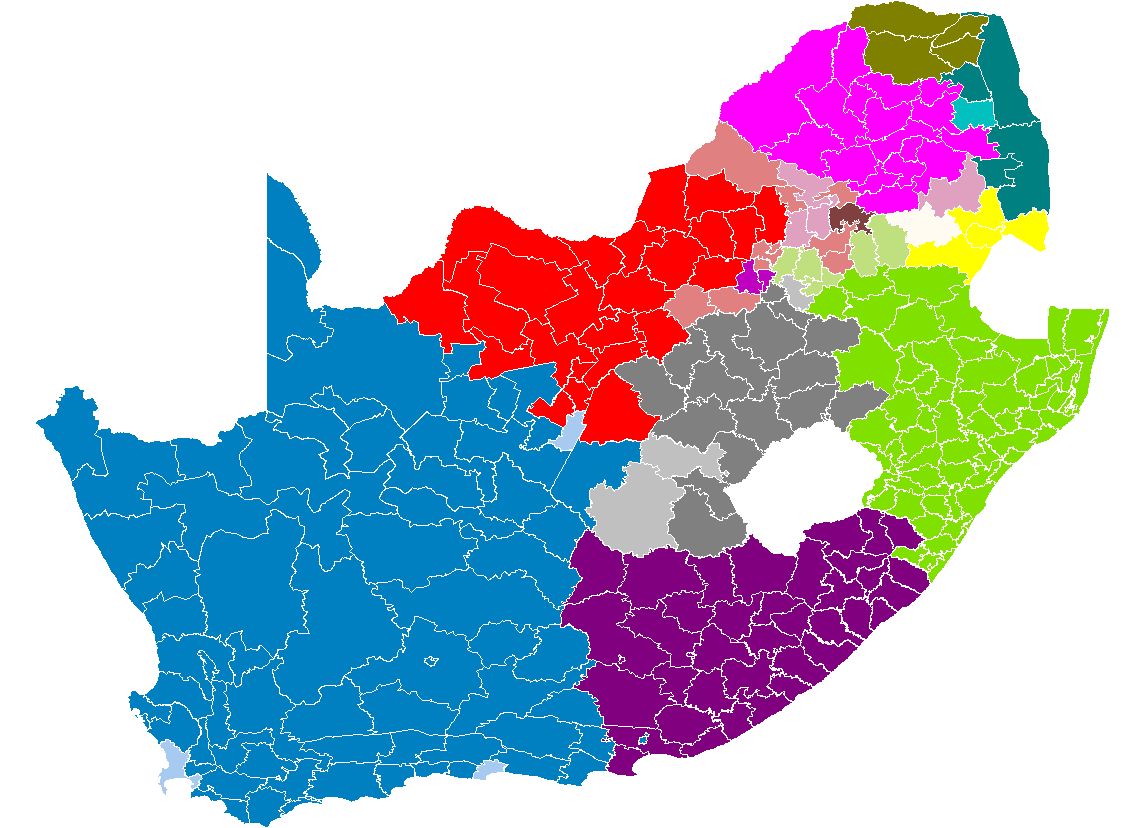
Mapa que muestra los principales idiomas de Sudáfrica.
Afrikáans
Setsuana
Sesotho
Xhosa
Sesotho sa leboa
Ndebele del sur
Zulú
Venda
Tsonga
Suazi

Sudáfrica es el país con más lenguas oficiales de África. Reconoce doce lenguas como idiomas oficiales, aunque los dos principales son de origen europeo: el inglés usado como vehículo de comunicación entre todos los sudafricanos y el afrikáans derivado del neerlandés, es usado por los bóer y también por los coloured. Los otros idiomas oficiales son ndebele, sesotho (sesoto austral), sesoto septentrional, setsuana (estos tres idiomas del grupo sesoto), suazi, tsonga, venda, xhosa, zulú y la lengua de señas sudafricana.

## Cultura

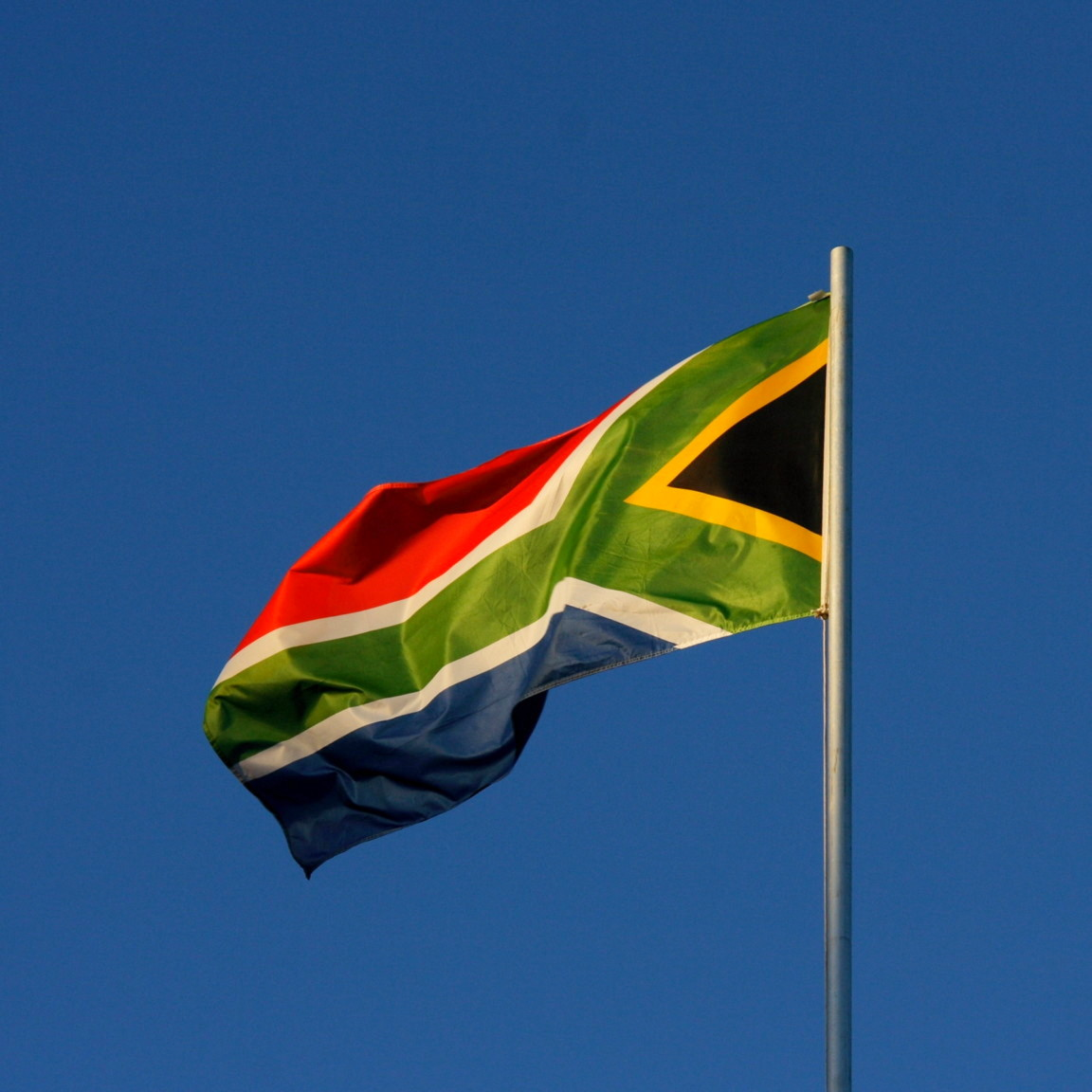
Bandera sudafricana flameando en Ciudad del Cabo.

En Sudáfrica no existe una cultura única, sino que hay diversidad de culturas que han enriquecido la música, el arte y la gastronomía sudafricana.

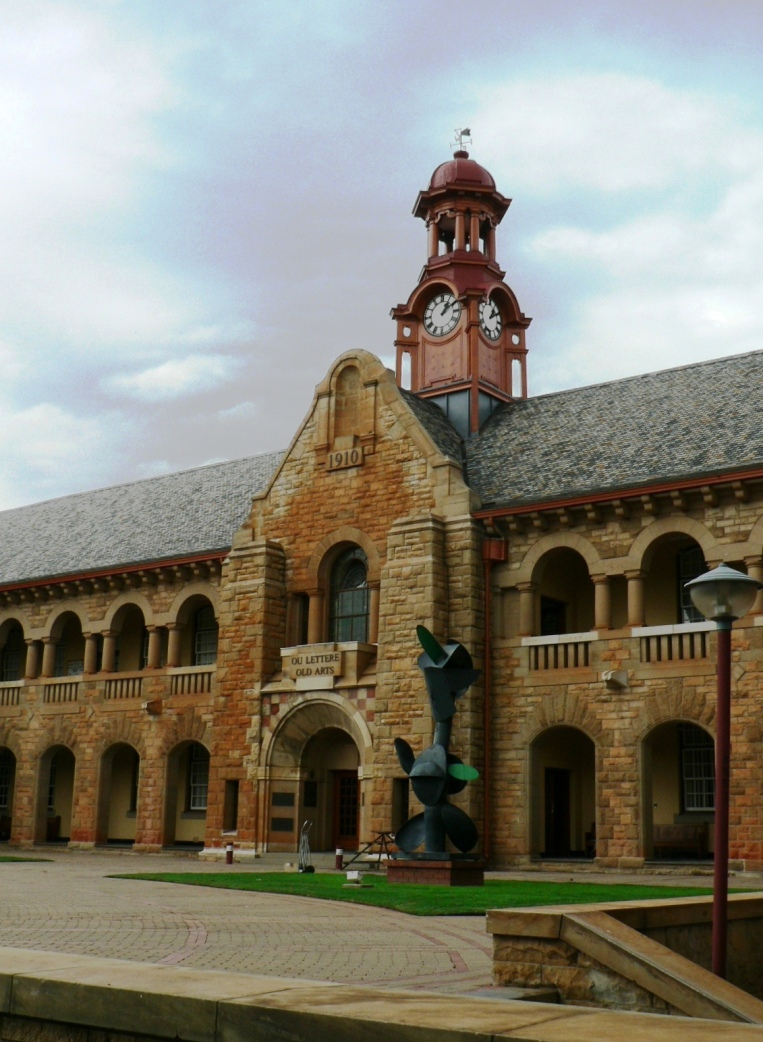
Universidad de Pretoria.

La variedad racial del país es muy grande. A principios del siglo XX el 60 % de la población era de raza negra, el 30 % de raza blanca y el resto en su mayor parte mestizos o sudasiáticos. La religión predominante es la cristiana: 55% de la población protestante, 9 % católica. El resto de los habitantes son hindúes, musulmanes o de otras confesiones.
Debido al apartheid, se ha producido un desarrollo cultural desigual entre los distintos grupos raciales y étnicos, históricamente separados. Entre la población de origen europeo, la cultura inglesa ha emergido últimamente como dominante tras el fin del apartheid y del aislamiento internacional. La antigua distinción entre los afrikáneres, más nacionalistas y religiosos, y los anglosajones, más liberales y cosmopolitas, se está borrando entre las generaciones jóvenes y urbanas. En cambio en las zonas rurales, los afrikáans todavía se resisten a abandonar la cultura tradicional, aislada durante siglos de la evolución de Europa.
- La cultura negra urbana es multiétnica y tiene una cada vez mayor influencia tanto en el país como fuera, por ejemplo entre los afroamericanos. Hay que señalar que en las zonas urbanas está empezando a surgir una cultura interracial.
- En las zonas rurales con mayoría negra suele producirse una reafirmación de las tradiciones de cada grupo étnico, en las que costumbres como la poligamia y las dotes son comunes.
- En cuanto a otros grupos étnicos destacables, es el grupo de los mestizos el que ha manifestado una mayor reafirmación. Este grupo de raza mixta constituye el 9 % de la población de Sudáfrica. A las personas de este grupo se les denomina con el término «de color» (en inglés, coloured), a diferencia de otros países anglosajones como Estados Unidos o Gran Bretaña, donde el término «de color» ha caído en desuso.

Sudáfrica tiene 11 de los 18 premios Nobel africanos: Michael Levitt (Química 2013), J. M. Coetzee (Literatura, 2003), Sydney Brenner (Medicina 2002), Frederik Willem de Klerk (Paz, 1993), Nelson Mandela (Paz, 1993), Nadine Gordimer (Literatura, 1991), Desmond Tutu (Paz, 1984), Aaron Klug (Química, 1982), Allan M. Cormack (Medicina, 1979), Albert Lutuli (Paz, 1960) y Max Theiler (Medicina, 1951); Sudáfrica tiene en su haber dos de los cuatro premios Nobel de literatura africanos: Nadine Gordimer y J. M. Coetzee y cinco de los seis premios Nobel «científicos».
Así mismo, Sudáfrica cuenta con las dos únicas universidades africanas entre las 400 principales del mundo según el Academic Ranking of World Universities (Shanghai University), entre ellas la Universidad del Ciudad del Cabo (University of Cape Town), la primera de África en el puesto 156 según el QS World University Rankings.

### Música
Los artistas sudafricanos debieron acatar la censura que puso el régimen político a su obra. Por ejemplo, la palabra apartheid estaba prohibida y los cantautores no podían ponerla en sus letras. Grandes talentos fueron asfixiados. Otros grandes talentos encontraron gran reconocimiento fuera de sus fronteras o, como mínimo, libertad para cantar las canciones que querían cantar. Gran talento de reconocimiento mundial y en su tierra fue el cantautor Lucky Dube.

## Patrimonio inmaterial
| Fecha            | Nombre en castellano        | Nombre local          | Notas                                                           |
| ---------------- | --------------------------- | --------------------- | --------------------------------------------------------------- |
| 1 de enero       | Día de año nuevo            | New Year’s Day        |                                                                 |
| 21 de marzo      | Día de los derechos humanos | Human Rights Day      |                                                                 |
| Varía cada año   | Viernes Santo               | Good Friday           |                                                                 |
| Varía cada año   | Lunes de Pascua             | Easter Monday         |                                                                 |
| 27 de abril      | Día de la libertad          | Freedom Day           | Conmemora las primeras elecciones libres tras el apartheid      |
| 1 de mayo        | Día del trabajo             | Worker’s Day          |                                                                 |
| 16 de junio      | Día de la juventud          | Youth Day             | Conmemora los disturbios de Soweto                              |
| 18 de julio      | Día de Nelson Mandela       | Nelson Mandela's day  | Declarado internacional por la ONU en 2009.                     |
| 9 de agosto      | Día nacional de la mujer    | National women’s day  |                                                                 |
| 24 de septiembre | Día de la herencia          | Heritage Day          | Día en los que los sudafricanos celebran la diversidad del país |
| 16 de diciembre  | Día de la reconciliación    | Day of Reconciliation |                                                                 |
| 25 de diciembre  | Día de Navidad              | Christmas Day         |                                                                 |
| 26 de diciembre  | Día del entendimiento mutuo | Day of Goodwill       |                                                                 |

### Medios de comunicación
En Sudáfrica se editan numerosos periódicos. Entre ellos se cuentan: The Star, The Sowetan y This Day (editados en Johannesburgo), Isolezwe (editado en Ciudad del Cabo) y Daily Sun (editado en Gauteng). Además, cuenta con numerosas televisoras, como la MSNBC Africa, la señal local de MSNBC en territorio africano; además de CNBC Africa, un canal operado conjuntamente con CNBC (una división de NBC Universal) y Africa Business News, con sede en Sandton, Johannesburgo. También se dispone de la televisora pública South African Broadcasting Corporation. La cadena de televisión de deportes SuperSport es la principal de África.

## Deportes

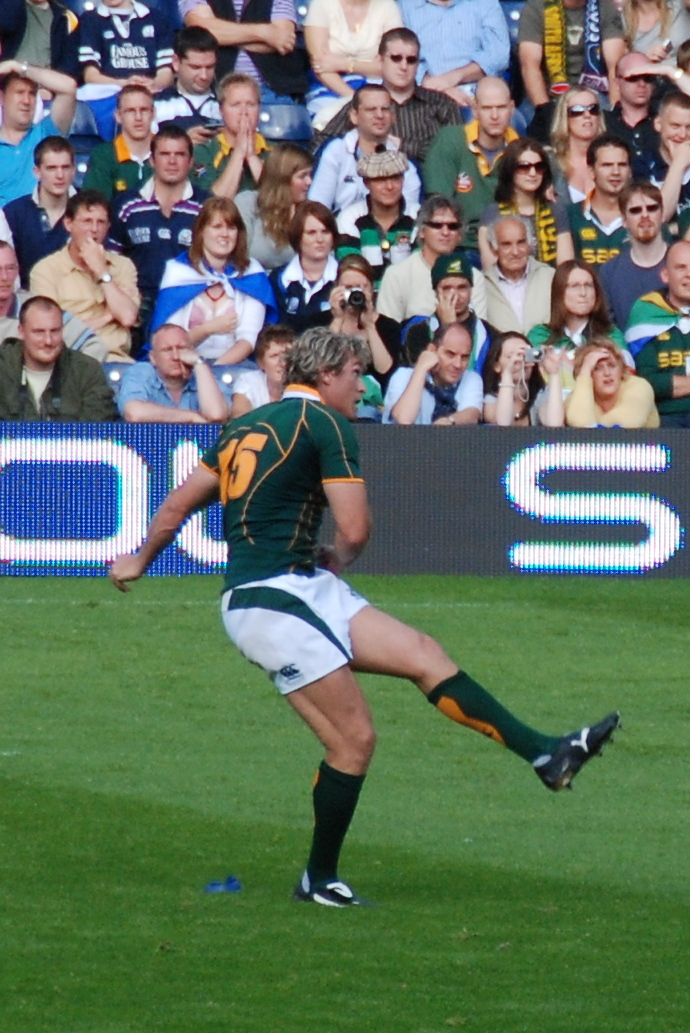
Percy Montgomery es el jugador de rugby con el récord de más puntos por partido.

Las divisiones raciales y étnicas se notan incluso en los deportes: los blancos afrikáner son fanáticos del rugby, mientras que los blancos angloparlantes prefieren el críquet. Los negros (mayoría de la población), en cambio, son más aficionados al fútbol, por lo que es el deporte más popular del país. Durante el apartheid, numerosas federaciones deportivas internacionales aplicaron sanciones a las asociaciones sudafricanas, en particular en los tres deportes mencionados.
En el rugby, Sudáfrica es una potencia, de hecho, es considerado el deporte nacional. La selección nacional, conocida como los Springboks (Gacelas), ha ganado la Copa Mundial de Rugby cuatro veces (1995, 2007, 2019, 2023), el Torneo de las Tres Naciones tres veces (1998, 2004 y 2009). Los Bulls han logrado tres campeonatos de Super Rugby ante equipos provinciales de Australia y Nueva Zelanda.
En cuanto al fútbol, la FIFA prohibió que la selección participara en torneos oficiales desde 1974 hasta el 7 de junio de 1992. La Premier Soccer League es una de las ligas de clubes más destacadas del continente.
El críquet es otro deporte importante en la vida sudafricana, siendo el país una de las sedes de la Copa Mundial de Críquet en el año de 2003. Asimismo, la selección nacional logró acceder tres veces a la semifinal del torneo en 1992, 1999 y 2007, además de ganar la medalla de oro en los Juegos de la Mancomunidad de 1998.
Los sudafricanos también dejaron sus huellas en el tenis, el exponente más conocido en el deporte blanco es Kevin Anderson, quien fue finalista del Abierto de los Estados Unidos en 2017 y del Campeonato de Wimbledon en 2018, en ambas ocasiones siendo derrotado por los número 1 del ranking en su momento (Rafael Nadal y Novak Djokovic), además de obtener el ATP 500 de Viena en 2018.
El golf es otro deporte que le ha dado grandes triunfos al país. Gary Player está considerado uno de los tres mejores jugadores de la historia. En tanto, Bobby Locke, Ernie Els y Retief Goosen han ganado múltiples torneos mayores, a la vez que Trevor Immelman, Louis Oosthuizen y Charl Schwartzel han ganado uno.
El automovilismo tuvo historia sudafricana, en especial el retirado piloto de Fórmula 1 Jody Scheckter, que logró el título en 1979 con Ferrari, y una de las únicas pilotos femeninas, Desiré Wilson, que triunfó en la Fórmula 1 Británica. También en el calendario de Fórmula 1 figuraba el Gran Premio de Sudáfrica, pero este se dejó de realizar debido al apartheid en 1985. También hubo un campeonato nacional de Fórmula 1 de Sudáfrica disputado entre 1960 y 1975. Luego la F1 volvería en 1992 y 1993 cuando el promotor de la carrera quebró. Actualmente ha habido especulaciones sobre el regreso de la máxima categoría al país.
El Ciclismo es también un deporte que le ha aportado alegrías al país, con el ciclista profesional Daryl Impey uno de los pocos nacionales en ganar etapas en la prueba más prestigiosa del mundo sobre ruedas, el Tour de Francia, además de ser el único que ha logrado ser líder de la «Grande Boucle».
La delegación de Sudáfrica en los Juegos Olímpicos ha conseguido 89 medallas, entre ellas 25 oros. Obtuvo el séptimo puesto en 1912, 11.º en 1920 y 12.º en 1952. Se ubica en el cuarto puesto histórico en tenis, decimoprimero en boxeo y decimocuarto en natación. La ciudad de Durban fue designada como sede de los Juegos de la Mancomunidad de 2022.
La gran mayoría de las competiciones deportivas nacionales e internacionales se transmiten por la cadena de televisión por suscripción SuperSport, cuya señal se puede captar en la mayor parte del continente.
El día nacional del deporte en Sudáfrica se celebra cada año el 19 de diciembre.

### Copa Mundial de Rugby 1995
Se celebró en Sudáfrica entre el 25 de mayo y el 24 de junio de 1995. Aquí regresó la selección anfitriona a las competiciones oficiales, tras no competir en 1987 y 1991 por las sanciones impuestas al país debido a su política de apartheid. La selección de Sudáfrica ganó la final.

### Copa Mundial de Críquet 2003
Se celebró en Sudáfrica, Zimbabue y Kenia en el año 2003, esta fue la primera edición celebrada en África, la selección sudafricana quedó eliminada en primera ronda.
La final se disputó en la ciudad de Johannesburgo, enfrentando a las selecciones de la India y Australia, ganando esta última.

### Copa Mundial de Fútbol 2010
Entre el 11 de junio y 11 de julio Sudáfrica albergó la Copa Mundial de Fútbol de 2010, por ello presentó la candidatura para realizarlo en el 2006, perdiendo por un solo voto con Alemania. En el año 2004 se hizo realidad, cuando el máximo rector del fútbol, la FIFA, escogió a Sudáfrica como sede para 2010.

### Gobierno
- Gobierno de Sudáfrica (en inglés)
- Embajada de Sudáfrica en Madrid
- Embajada de Sudáfrica en Argentina
- Embajada de Sudáfrica en Chile
- Estadísticas de Sudáfrica
- Parlamento de Sudáfrica

### Información general
- Perfiles de países de la FAO - Sudáfrica
- Luis Goytisolo (11 de noviembre de 2001). «República de Sudáfrica (africanos)». Índico. . Transcripción. Televisión Española. min. 59:06.

### Turismo
- Sitio oficial de Turismo (en inglés)

- Datos: Q258
- Multimedia: South Africa / Q258
- Guía turística: Sudáfrica
- Noticias: Categoría:Sudáfrica